# خوردنی‌های تابو
خوردنی‌های تابو به غذاها و نوشیدنی‌هایی گفته می‌شود که برخی مردم به دلایل مذهبی، فرهنگی، بهداشتی و نوع طبخ از خوردن آن‌ها خودداری می‌کنند. در بسیاری از موارد، این محدودیت‌ها شامل گوشت جانورانی خاص مانند پستانداران، جوندگان، خزندگان، دوزیستان، ماهیان استخوان‌داران و سخت‌پوستان می‌شود. در برخی موارد، تابو فقط شامل قسمتی از بدن یا فضولات جانور می‌شود، در حالی که در موارد دیگر گیاهان، قارچ‌ها و حشرات را هم دربرمی‌گیرد، اما در یهودیت خوردن غذا یا نوشیدنی ازدست غیر یهودی، تابو است.
غذاهای تابو در مواردی براساس قواعدی مدوّن شناخته می‌شوند و در موارد دیگر، بستگی به ترکیب آن‌ها با هم یا نحوه ذبح حیوان دارد. ریشه این احکام شرعی متفاوت است و در برخی موارد به دلیل سلامتی یا دلایل دیگر این دستورها صادر و در موارد دیگر به دلایل نمادین این ممنوعیت برقرار شده‌است. برخی خوردنی‌ها هم ممکن است در برخی مراسم خاص (مانند حج) یا در مراحل خاصی از زندگی (مثل زمان حاملگی) یا برای قشرهای خاصی از مردم (مانند روحانیان) ممنوع شده باشند.

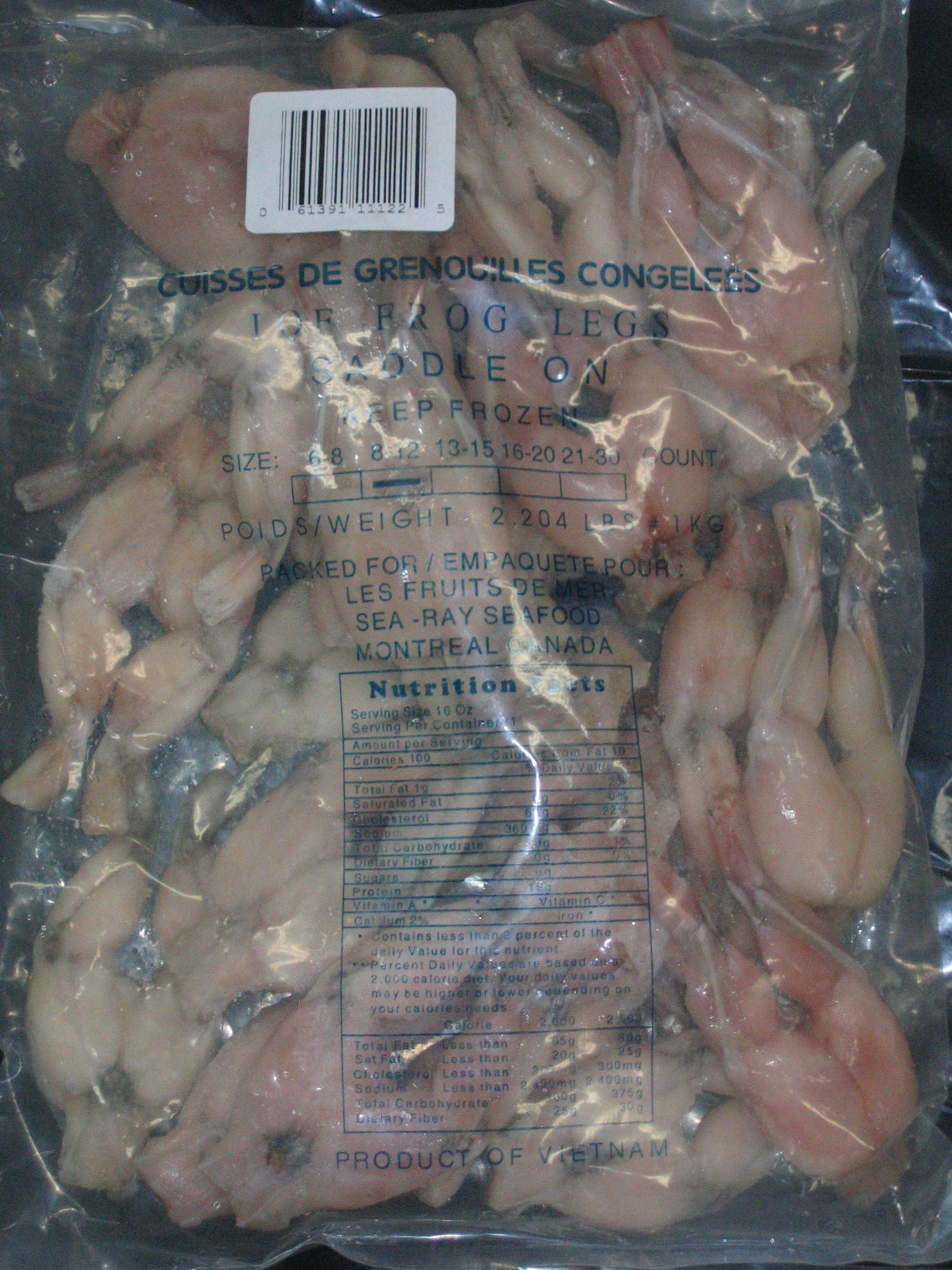
یک بسته ران قورباغه تولید شده در ویتنام.

## عوامل

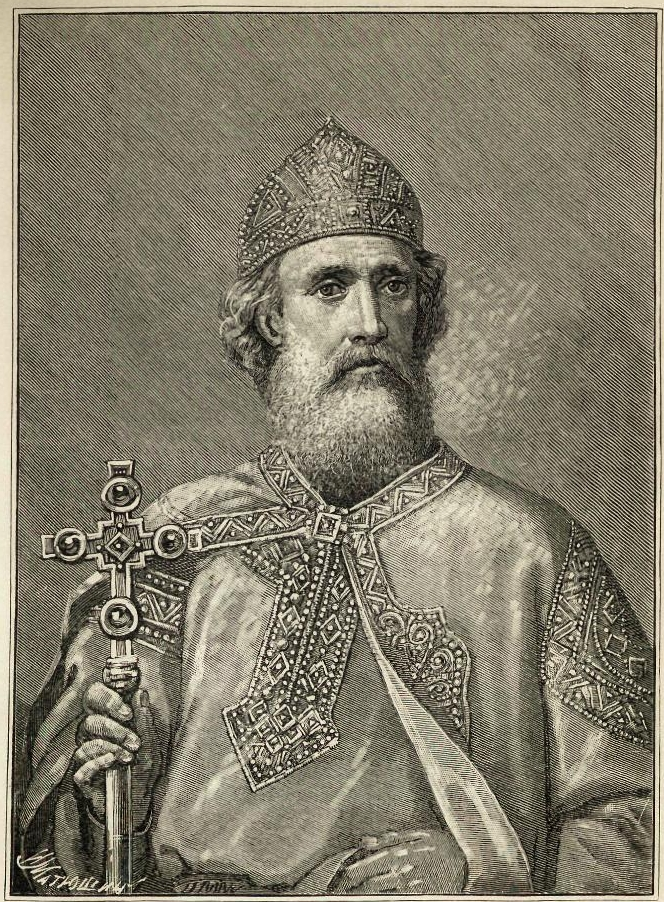
ولادیمیر اول پادشاه روس کی‌یف به علت تابو بودن شراب و گوشت خوک در اسلام، مسیحیت را برگزید و خود و خانواده اش غسل تعمید کردند.

ادیان مختلف، مصرف انواعی از خوردنی‌ها را ممنوع کرده‌اند؛ مثلاً در دین یهود قوانینی صریحی، که کوشر نام دارد، تعیین می‌کنند که چه چیزهایی نباید خورده شوند. در اسلام نیز، قوانینی مشابه برای غذاهای حرام و حلال وجود دارند. دین جین پیروانش را به گیاهخواری فرا می‌خواند. دین هندو دستور خاصی برای منع مصرف گوشت ندارد ولی برخی پیروان آن اصل عدم خشونت را به غذا تعمیم می‌دهند و گیاهخواری را ایده‌آل می‌دانند.
به غیر از قوانین رسمی، برخی تابوهای فرهنگی نیز در مورد مصرف حیوانات وجود دارد. یکی از این عوامل، گروه‌بندی در دسته غذاهایی است که در زمان قحطی مصرف می‌شوند و متناظر دانستن خوردن این غذاها با شرایط سخت است. در یک جامعه خاص، برخی خوردنی‌ها تابو تلقی می‌شوند فقط به این علت که در سبد غذایی افراد آن جامعه تعریف نشده‌اند و نه بدان خاطر که مزه، بو و ظاهر آن گوشت متفاوت است. در مواردی، گوشت سگ در کشورهایی همچون کره و ویتنام خورده می‌شود. همچنین، خوردن گوشت اسب که در کشورهای انگلیسی‌زبان بسیار نادر است ولی در غذاهای ملی قزاقستان و فرانسه جایگاه دارد. گاهی هم، تابو بودن ممکن است فقط شامل برخی از اعضای حیوانات گردد.
در برخی موارد این تابوها وارد قوانین ملی یا محلی می‌شوند. کشتارگاه گاو در بیشتر مناطق هندوستان و کشتارگاه اسب در ایالات متحده غیرقانونی است. در هنگ کنگ نیز، حتی پس از از قرار گرفتن در حاکمیت چین قوانین منع فروش گوشت سگ و گربه، از دوره استعمار، پابرجا هستند.
برخی هواداران محیط زیست و مصرف اخلاق‌گرایانه و سایر فعالان اجتماعی تابوهای جدیدی در مورد خوردنی‌ها به وجود آورده‌اند که مهم‌ترین آن‌ها مصرف گوشت و تخم گونه‌های در معرض خطر یا حیواناتی است که تحت حمایت قرار دارند که برای نمونه می‌توان به نهنگ، لاک‌پشت دریایی و پرندگان مهاجر اشاره کرد.
به همین صورت، فهرست و گواهی شبکه غذاهای دریایی قابل قبول که می‌گوید آن‌ها با شیوه‌های غیرقابل قبول ماهیگیری، صید نشده‌اند و نیز گواهی ارگانیک که ناظر بر عدم ورود مواد شیمیایی در مراحل تولید، عدم دستکاری ژنتیکی، عدم تشعشع رادیواکتیو و عدم استفاده از بازیافت فاضلاب در آن است. گواهی تجارت منصفانه هم مصرف غذاهایی که در شرایط کاری درست تولید شده‌اند را توصیه می‌کند. سایر فعالیت‌های اجتماعی هم، مردم را به مصرف غذاهای محلی و نیز به گیاه‌خواری تشویق و آنان را از مصرف غذاهای غیر محلی برحذر می‌دارند.

## غذاهای تابو

### دوزیستان و خزندگان
- یهودیت: در تورات، در بخش لاویان[۵] حیواناتی که آبزی هستند (یا برای مدتی در آب می زینند، مانند دوزیستان، شامل قورباغه و تمساح) باید حتماً باله (خاصیت ماهی بودن) و فلس داشته باشند. در نتیجه خرچنگ، هشت پا، نهنگ، کوسه حرام گوشت هستند. همچنین طبق تورات «جانورانی که روی زمین می‌خزند، چه آن‌هایی که دست و پا ندارند، چه آن‌هایی که دست و پاهای زیاد دارند، حرام گوشت هستند و نباید خورده شوند».[۶] در نتیجه، حیواناتی چون مار، تمساح، سوسمار و مارمولک حرام گوشت هستند.
- مسیحیت: بین مسیحیان ۲ دیدگاه وجود دارد:

1. گوشت هیچ حیوانی نجس نیست، هرچند ممکن است برای سلامتی مفید نباشد که در آن صورت از خوردن آن پرهیز می‌شود. طرفداران این دیدگاه به بخش‌هایی از کتاب‌های عهدجدید اشاره می‌کنند، از جمله انجیل مرقس.[۷] در نتیجه، گوشت هیچ خزنده یا دوزیستی حرام نیست، هرچند ممکن است برای سلامتی مفید نباشد.
2. انجیل دقیقاً قوانین تورات را تأیید می‌کند، بنابراین گوشت‌هایی که از نظر تورات حرام هستند در مسیحیت هم حرام هستند. این دیدگاه به کتاب‌های عهدجدید، از جمله انجیل متی[۸] و اینکه در انجیل مرقس، روایت مذکور در باب ۷، در مورد شست‌وشوی دست‌ها قبل از خوردن غذاست (که یکی از آداب و رسوم یهودیِ خارج از تورات است)، نه در مورد گوشت حیوانات[۹] (همان‌طور که در انجیل متی هم در باب ۱۵، آیه ۲۰ آمده‌است) اشاره می‌کند. پس افرادی که دیدگاه دوم را از انجیل برداشت می‌کنند، گوشت حیواناتی که تورات آن‌ها را ممنوع کرده، حرام می‌دانند و از خوردن آن‌ها پرهیز می‌کنند. در نتیجه گوشت خزندگان و آبزیانی (و دوزیستانی) که در تورات حرام هستند، از نظر انجیل هم حرام هستند.

در برخی فرهنگ‌های دیگر ران قورباغه و گوشت تمساح لذیذ دانسته شده و این جانوران به صورت تجاری پرورش داده می‌شوند. از سوی دیگر، گوشت سوسمار در برخی از کشورهای عربی مصرف می‌شود و عده‌ای از شاعران و نویسندگان ایرانی در مقام تحقیر به این موضوع اشاره کرده‌اند.

### خفاش
- یهودیت: در تورات، در بخش لاویان[۵] خفاش حرام گوشت اعلام شده‌است.
- مسیحیت: بین مسیحیان ۲ دیدگاه وجود دارد:

1. گوشت هیچ حیوانی نجس نیست، هرچند ممکن است برای سلامتی مفید نباشد که در آن صورت از خوردن آن پرهیز می‌شود. طرفداران این دیدگاه به بخش‌هایی از کتاب‌های عهدجدید اشاره می‌کنند، از جمله انجیل مرقس.[۷] در نتیجه، گوشت خفاش حرام نیست، هرچند ممکن است برای سلامتی مفید نباشد.
2. انجیل دقیقاً قوانین تورات را تأیید می‌کند، بنابراین گوشت‌هایی که از نظر تورات حرام هستند در مسیحیت هم حرام هستند. این دیدگاه به کتاب‌های عهدجدید، از جمله انجیل متی[۸] و اینکه در انجیل مرقس، روایت مذکور در باب ۷، در مورد شست‌وشوی دست‌ها قبل از خوردن غذاست (که یکی از آداب و رسوم یهودیِ خارج از تورات است)، نه در مورد گوشت حیوانات[۹] (همان‌طور که در انجیل متی هم در باب ۱۵، آیهٔ ۲۰ آمده‌است) اشاره می‌کند. پس افرادی که دیدگاه دوم را از انجیل برداشت می‌کنند، گوشت حیواناتی که تورات آن‌ها را ممنوع کرده، حرام می‌دانند و از خوردن آن‌ها پرهیز می‌کنند. در نتیجه گوشت خفاش حرام است، زیرا تورات آن را جزو حیوانات حرام گوشت اعلام کرده.

- اسلام: در اسلام گوشت خفاش حرام اعلام شده است.

برخی اقلیت‌های اندونزی خفاش را غذایی بسیار لذیذ می‌دانند.

### خرس
- یهودیت: در یهودیت نیز خوردن گوشت تمام حیواناتی که چنگال و پنجه دارند به صراحت تحریم شده‌است.[۱۲][۱۳]
- مسیحیت: بین مسیحیان ۲ دیدگاه وجود دارد:

1. گوشت هیچ حیوانی نجس نیست، هرچند ممکن است برای سلامتی مفید نباشد که در آن صورت از خوردن آن پرهیز می‌شود. طرفداران این دیدگاه به بخش‌هایی از کتاب‌های عهدجدید اشاره می‌کنند، از جمله انجیل مرقس.[۷] در نتیجه گوشت خرس حرام نیست، هرچند ممکن است برای سلامتی مفید نباشد.
2. انجیل دقیقاً قوانین تورات را تأیید می‌کند، بنابراین گوشت‌هایی که از نظر تورات حرام هستند در مسیحیت هم حرام هستند. این دیدگاه به کتاب‌های عهدجدید، از جمله انجیل متی[۸] و اینکه در انجیل مرقس، روایت مذکور در باب ۷، در مورد شست‌وشوی دست‌ها قبل از خوردن غذاست (که یکی از آداب و رسوم یهودیِ خارج از تورات است)، نه در مورد گوشت حیوانات[۹] (همان‌طور که در انجیل متی هم در باب ۱۵، آیه ۲۰ آمده‌است) اشاره می‌کند. پس افرادی که دیدگاه دوم را از انجیل برداشت می‌کنند، گوشت حیواناتی که تورات آن‌ها را ممنوع کرده، حرام می‌دانند و از خوردن آن‌ها پرهیز می‌کنند. در نتیجه گوشت خرس حرام است، زیرا خرس روی پنجه راه می‌رود و تورات آن را حرام اعلام کرده.
3. اسلام: در اسلام تمامی درندگان حرام شمرده شده‌اند.

### پرندگان
- یهودیت: در تورات، در بخش لاویان[۵] پرندگان حرام گوشت نام برده شده‌اند: عقاب، شاهین، باز، جغد، لاشخور، کرکس، کلاغ، شترمرغ، مرغ دریایی، لک لک، مرغ ماهی خوار، مرغ سقا، قره غاز، هُدهُد و خفّاش. درنتیجه شترمرغ که معمولاً به خاطر گوشتش پرورش داده می‌شود نیز در این کتاب تحریم شده‌است.[۱۴][۱۵] اما گوشت پرندگانی چون مرغ، خروس، بوقلمون، اردک و غاز، حلال است.
- مسیحیت: بین مسیحیان ۲ دیدگاه وجود دارد:

1. گوشت هیچ حیوانی نجس نیست، هرچند ممکن است برای سلامتی مفید نباشد که در آن صورت از خوردن آن پرهیز می‌شود. طرفداران این دیدگاه به بخش‌هایی از کتاب‌های عهدجدید اشاره می‌کنند، از جمله انجیل مرقس.[۷] در نتیجه گوشت هیچ پرنده ای نجس نیست، هرچند ممکن است برای سلامتی مفید نباشد.
2. انجیل دقیقاً قوانین تورات را تأیید می‌کند، بنابراین گوشت‌هایی که از نظر تورات حرام هستند در مسیحیت هم حرام هستند. این دیدگاه به کتاب‌های عهدجدید، از جمله انجیل متی[۸] و اینکه در انجیل مرقس، روایت مذکور در باب ۷، در مورد شست‌وشوی دست‌ها قبل از خوردن غذاست (که یکی از آداب و رسوم یهودیِ خارج از تورات است)، نه در مورد گوشت حیوانات[۹] (همان‌طور که در انجیل متی هم در باب ۱۵، آیهٔ ۲۰ آمده‌است) اشاره می‌کند. پس افرادی که دیدگاه دوم را از انجیل برداشت می‌کنند، گوشت حیواناتی که تورات آن‌ها را ممنوع کرده، حرام می‌دانند و از خوردن آن‌ها پرهیز می‌کنند. در نتیجه پرندگان حرام گوشت ذکر شده در تورات از نظر انجیل نیز حرام بوده و نباید خورده شوند اما گوشت پرندگانی چون مرغ، خروس، بوقلمون، اردک و غاز حلال است.

در آمریکای شمالی کبوتر گاه به عنوان یک غذا و گاه به عنوان یک هدف برای شکار، به عنوان تفریح، مطرح است. اما کبوتران شهری برای مصرف مناسب شمرده نمی‌شوند. قو، زمانی یک غذای سلطنتی بوده‌است و سنت سالانه گرفتن و آزاد کردن قوهای گنگ ریشه در آن زمان دارد. در عصر جدید، قوها در اروپا و آمریکا تحت حفاظت قرار گرفتند و همین امر آن‌ها را از دسترس خارج کرد، با این حال گاه‌گاه خبرهایی از خوردن آن‌ها به گوش می‌رسد.
در بسیاری از فرهنگ‌ها، از پرندگان مردارخوار و نجاست‌خوار شامل کرکس و کلاغ دوری می‌شود چرا که آن‌ها را ناقل بیماری‌ها، ناپاک و مرتبط با مرگ می‌شناسند. زاغ در این میان یک استثناست و غذایی محلی از آن تهیه و حتی در برخی رستوران‌های لندن نیز عرضه می‌شود. در فرهنگ غرب پرندگان آوازخوان جزئی از حیات وحش به حساب می‌آیند و نه غذا. همچنین، بسیاری از پرندگان مهاجر به موجب پیمان‌های بین‌المللی تحت حفاظت قرار دارند.

### شتر

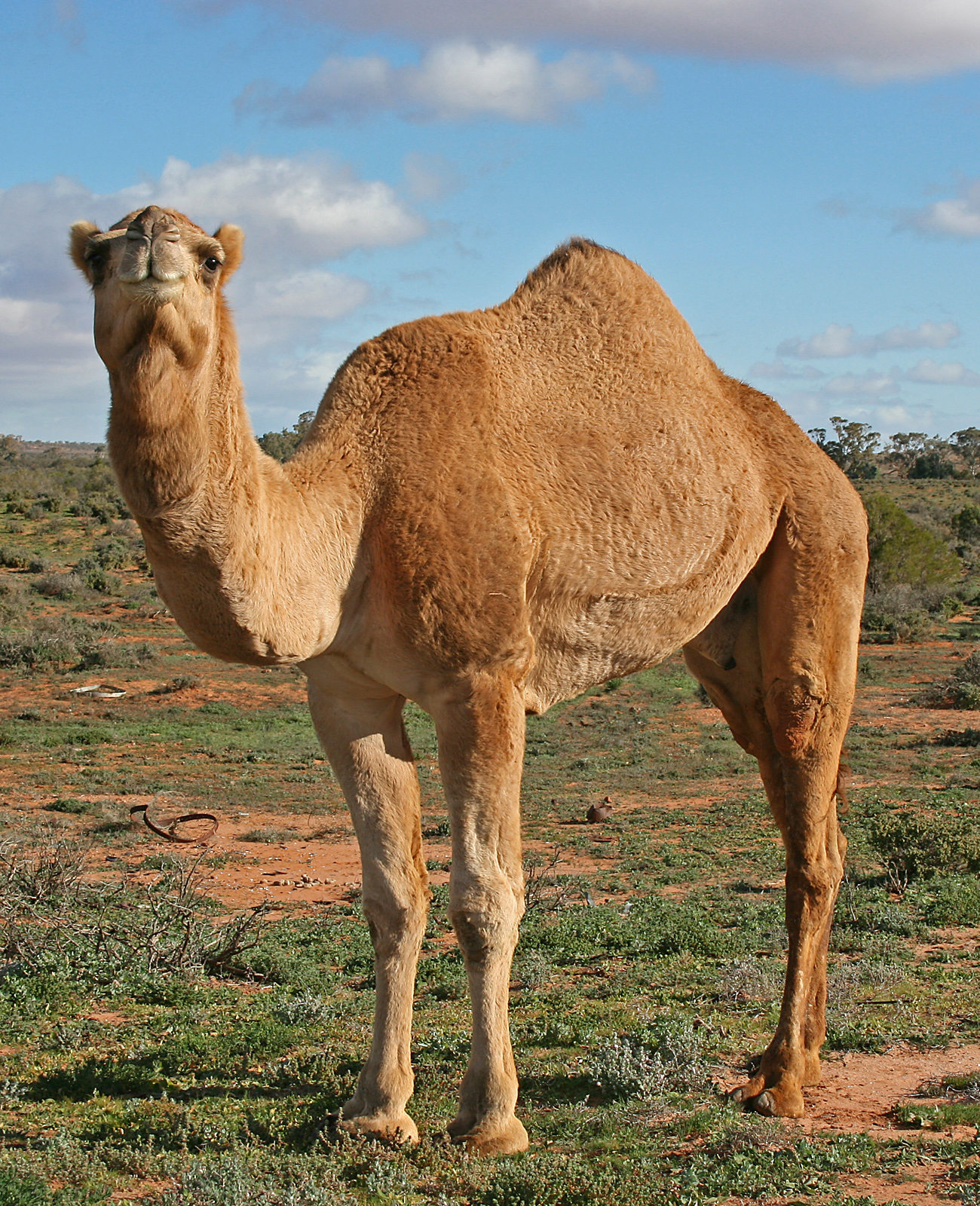
شتر

- یهودیت: خوردن گوشت شتر در یهودیت بر طبق تورات، بخش سفر تثنیه و لاویان، حرام اعلام شده‌است.[۲۴][۲۵] زیرا با اینکه شتر (مانند گورکن) از نشخوارکنندگان است ولی سُم شکافته ندارد (تورات برای حیواناتی که روی چهار پا راه می‌روند، دو معیار قرار می‌دهد: ۱-نشخوار کردن ۲-داشتن سُم شکافته. شتر نشخوار می‌کند، اما سم شکافته ندارد، پس حلال گوشت نیست؛ همچنین خوک سُم شکافته دارد، اما نشخوار نمی‌کند، پس حلال گوشت نیست).
- مسیحیت: بین مسیحیان ۲ دیدگاه وجود دارد:

1. گوشت هیچ حیوانی نجس نیست، هرچند ممکن است برای سلامتی مفید نباشد که در آن صورت از خوردن آن پرهیز می‌شود. طرفداران این دیدگاه به بخش‌هایی از کتاب‌های عهدجدید اشاره می‌کنند، از جمله انجیل مرقس.[۷] در نتیجه، گوشت شتر حرام نیست، هرچند ممکن است برای سلامتی مفید نباشد.
2. انجیل دقیقاً قوانین تورات را تأیید می‌کند، بنابراین گوشت‌هایی که از نظر تورات حرام هستند در مسیحیت هم حرام هستند. این دیدگاه به کتاب‌های عهدجدید، از جمله انجیل متی[۸] و اینکه در انجیل مرقس، روایت مذکور در باب ۷، در مورد شست‌وشوی دست‌ها قبل از خوردن غذاست (که یکی از آداب و رسوم یهودیِ خارج از تورات است)، نه در مورد گوشت حیوانات[۹] (همان‌طور که در انجیل متی هم در باب ۱۵، آیهٔ ۲۰ آمده‌است) اشاره می‌کند. پس افرادی که دیدگاه دوم را از انجیل برداشت می‌کنند، گوشت حیواناتی که تورات آن‌ها را ممنوع کرده، حرام می‌دانند و از خوردن آن‌ها پرهیز می‌کنند. در نتیجه شتر حرام است، زیرا طبق نظر انجیل حکم تورات در مورد حرام بودن گوشت شتر همچنان برقرار است.

- اسلام: خوردن گوشت شتر در اسلام مجاز بوده و علاوه بر آن در خاستگاه اسلام، شبه جزیره عربستان، سنت است، به‌خصوص کوهان شتر که بسیار خوشمزه شمرده شده و در مناسبت‌های ویژه مصرف می‌شود.

### گربه
- یهودیت: خوردن گوشت گربه در یهودیت بر طبق تورات، بخش لاویان، حرام اعلام شده‌است.[۲۵] زیرا گربه روی پنچه راه می‌رود، پس حلال گوشت نیست.
- مسیحیت: بین مسیحیان ۲ دیدگاه وجود دارد:

1. گوشت هیچ حیوانی نجس نیست، هرچند ممکن است برای سلامتی مفید نباشد که در آن صورت از خوردن آن پرهیز می‌شود. طرفداران این دیدگاه به بخش‌هایی از کتاب‌های عهدجدید اشاره می‌کنند، از جمله انجیل مرقس.[۷] در نتیجه گوشت گربه حرام نیست، هرچند ممکن است برای سلامتی مفید نباشد.
2. انجیل دقیقاً قوانین تورات را تأیید می‌کند، بنابراین گوشت‌هایی که از نظر تورات حرام هستند در مسیحیت هم حرام هستند. این دیدگاه به کتاب‌های عهدجدید، از جمله انجیل متی[۸] و اینکه در انجیل مرقس، روایت مذکور در باب ۷، در مورد شست‌وشوی دست‌ها قبل از خوردن غذاست (که یکی از آداب و رسوم یهودیِ خارج از تورات است)، نه در مورد گوشت حیوانات[۹] (همان‌طور که در انجیل متی هم در باب ۱۵، آیهٔ ۲۰ آمده‌است) اشاره می‌کند. پس افرادی که دیدگاه دوم را از انجیل برداشت می‌کنند، گوشت حیواناتی که تورات آن‌ها را ممنوع کرده، حرام می‌دانند و از خوردن آن‌ها پرهیز می‌کنند. در نتیجه گربه حرام است، زیرا طبق نظر انجیل، حکم تورات در مورد حرام بودن گوشت گربه همچنان برقرار است.

- اسلام: گوشت گربه حرام است.

گربه در چین، ویتنام و مناطق روستایی با فرهنگ سوئیسی خورده می‌شود. همچنین از آن در برخی خورش‌های پرویی، برای طعم دادن به غذا استفاده می‌شود. در سایر نقاط جهان نیز، مردم در زمان قحطی به گوشت گربه پناه می‌آورده‌اند که محاصره لنین‌گراد یکی از آن زمان‌هاست.
در سال ۲۰۰۸ گزارشی منتشر شد که گربه بخش عمده‌ای از سبد غذایی در گوانگ‌دونگ در چین را تشکیل می‌دهد. گربه‌های بسیاری از شمال چین به مناطق مختلف این کشور صادر می‌شوند و فقط یکی از تجارتخانه‌هایی که مرکز آن در گوانگ‌ژو است روزانه تا ۱۰٬۰۰۰ گربه از اقصی نقاط چین دریافت می‌کند. در سایر نقاط چین اعتراضاتی صورت گرفته تا دولت مانع تجارت گربه و فروش آن در رستوران‌ها شود، با این حال هیچ قانونی برای ممنوعیت خوردن گربه در چین وجود ندارد.
اصطلاح «خرگوش پشت‌بانی» به گوشت گربه گفته می‌شد که به جای گوشت خرگوش صحرایی عرضه گردد. بعد از جداکردن پوست، پا، سر و دم لاشه گربه و خرگوش صحرایی شبیه هم به نظر می‌رسند و تنها راه تشخیص آن‌ها دقت به استخوان کتف آنهاست که در تیره گربه‌سانان متفاوت است. به زبان اسپانیایی و پرتغالی ضرب‌المثل‌هایی وجود دارد که در این نوع تقلب ریشه دارند (مثلاً گربه را جای خرگوش خرید). به خصوص در برزیل گوشت گربه مورد تنفر بسیار است و مردم از برخی کباب‌فروشی‌ها دوری می‌کنند چون شک دارند که شاید از گوشت گربه استفاده کرده باشند. عبارت طنزآمیز گربه‌کباب در برزیل بسیار متداول است و خصوصاً برای کبابی‌های کنار خیابان که از نطر بهداشت ضعیف‌اند و منبع گوشت‌شان هم معلوم نیست، کاربرد دارد. همچنین در فیلیپین، این شایعه که برخی فروشندگان سیمپو (نوعی کلوچه گوشتی) از گربه استفاده می‌کنند موجب شده که برخی مردم نام گربه‌های خانگی‌شان را سیمپو بگذارند. در روسیه نیز جمله شوخی‌آمیز «سه تا ساندویچ کباب ترکی بخر، یک بچه گربه سر هم کن.» حاکی از مشکوک بودن به گوشت‌های دکه‌های کنار خیابان است.
اهالی ویچنزا در شمال ایتالیا، به خوردن گربه مشهورند گرچه این کار در چند دهه اخیر دیگر انجام نمی‌شود. در فوریه ۲۰۱۰ یک آشپز مشهور ایتالیایی مورد نقد قرار گرفت و از شرکت در یک نمایش آشپزی اخراج شد، چرا که او در مورد عادت سابق مردم توسکانی، خوردن خورش گربه، صحبت کرده بود.
در زمانی که بعد از جنگ جهانی اول و دوم معروف به دوران سختی است، خرگوش پشت‌بامی غذایی معمول بود. در حالی که برخی تصور کرده‌اند منظور از این کلمه خرگوش استرالیایی بوده، در واقع منظور همان گربه‌های اروپایی بوده‌اند.
در بعضی شهرهای شمال ویتنام، رستوران‌ها خوراک گربه را با عنوان «ببر کوچک» را تبلیغ می‌کنند، در حالی که گربه‌ها را می‌توان درون قفس در رستوران مشاهده کرد.

### گاو
- یهودیت: گوشت گاو در یهودیت بر طبق تورات، بخش لاویان، حلال است.[۲۵] زیرا هم نشخوار می‌کند و هم سُم شکافته دارد.
- مسیحیت: بین مسیحیان ۲ دیدگاه وجود دارد:

1. گوشت هیچ حیوانی نجس نیست، هرچند ممکن است برای سلامتی مفید نباشد که در آن صورت از خوردن آن پرهیز می‌شود. طرفداران این دیدگاه به بخش‌هایی از کتاب‌های عهدجدید اشاره می‌کنند، از جمله انجیل مرقس.[۷] در نتیجه گوشت گاو حرام نیست، هرچند ممکن است برای سلامتی مفید نباشد.
2. انجیل دقیقاً قوانین تورات را تأیید می‌کند، بنابراین گوشت‌هایی که از نظر تورات حرام هستند در مسیحیت هم حرام هستند. این دیدگاه به کتاب‌های عهدجدید، از جمله انجیل متی[۸] و اینکه در انجیل مرقس، روایت مذکور در باب ۷، در مورد شست‌وشوی دست‌ها قبل از خوردن غذاست (که یکی از آداب و رسوم یهودیِ خارج از تورات است)، نه در مورد گوشت حیوانات[۹] (همان‌طور که در انجیل متی هم در باب ۱۵، آیهٔ ۲۰ آمده‌است) اشاره می‌کند. پس گوشت حیواناتی که تورات آن‌ها را حلال اعلام کرده، حلال می‌دانند، از جمله گوشت گاو که حلال است.

بسیاری از هندوها، گیاهخوارند و از خوردن گوشت خودداری می‌نمایند. هندوهایی که گوشت می‌خورند هم از گوشت گوساله می‌پرهیزند چرا که گاو در هندوئیسم جایگاه مقدسی دارد. مصرف این گوشت، بی‌احترامی به گاو است. لبنیات شامل شیر، ماست و خصوصاً روغن حیوانی ارزش والایی دارند و در مراسم مذهبی مصرف می‌شوند.
در دوران قدیم زمانی که مادر هنگام زایمان از دست می‌رفت، شیر گاو نزدیکترین جایگزین برای شیر مادر بود. همچنین پهن گاو (که در آب و هوای هندوستان به سرعت خشک می‌شود) به عنوان یک پوشش تمیز و گندزدا برای کف خانه، نیز یک کود کشاورزی طبیعی و یک ماده سوختی کاربرد دارد. ادرار گاو نیز در آیورودا (طب سنتی هند) مورد استفاده است. گاو نر منبع اصلی انرژی در کشاورزی و حمل و نقل در دوران کهن بوده‌است و از آنجا که هند دارای کشاورزی است، گاو در آن حیوانی بسیار مفید شمرده می‌شده‌است. این احترام موجب خودداری از کشتن گاو برای مصرف خوراکی شده‌است؛ مثلاً اگر در زمان قحط سالی مردم روستایی گاوهای نر را می‌کشتند آنگاه در سال کشاورزی آینده دیگر برای به کار انداختن گاوآهن به آن‌ها دسترسی نداشته‌اند.
مطابق قانون هند، کشتار احشام ماده (مثل گاو) تقریباً در تمامی ایالت‌های این کشور، به جز کرالا، بنگال غربی و هفت ایالت خواهر، ممنوع است. کشتار گاو شدیداً احساسات عمومی هندوها را جریحه‌دار می‌کند.
بسیاری از زرتشتیان نیز گوشت گاو را نمی‌خورند چون زمانی که زرتشت در کودکی در خطر کشته‌شدن بوده، گاو زندگی او را نجات داده‌است. متون پهلوی حاکی از آن است که زرتشت کاملاً گیاهخوار بوده‌است.
زرتشت در گاتا ی اوستا می‌گوید: «نفرین تو باد ای مزدا به کسانی که… و گاو را با فریاد شادمانی قربانی می‌کنند…» (اوستا-گاتا-اهنود-گات۳۲-بند۱۲)
برخی از نژادهای چینی هم گوشت گاو را نمی‌خورد چرا که عقیده دارند خوردن حیوانی که در کشاورزی بسیار مفید است، کار نادرستی است. برخی چینی‌های بودایی هم گرچه خوردن گوشت گاو را تابو نمی‌دانند ولی این کار را نکوهش می‌کنند. بودائیان سریلانکا اما خوردن گوشت گاو را تابو می‌دانند چون معتقدند اگر حیوانی که با شیر و نیروی کاری‌اش زندگی قوم سینهالی را تأمین می‌کند، را بکشند و بخورند، ناشکری است.

### سخت‌پوستان و سایر غذاهای دریایی

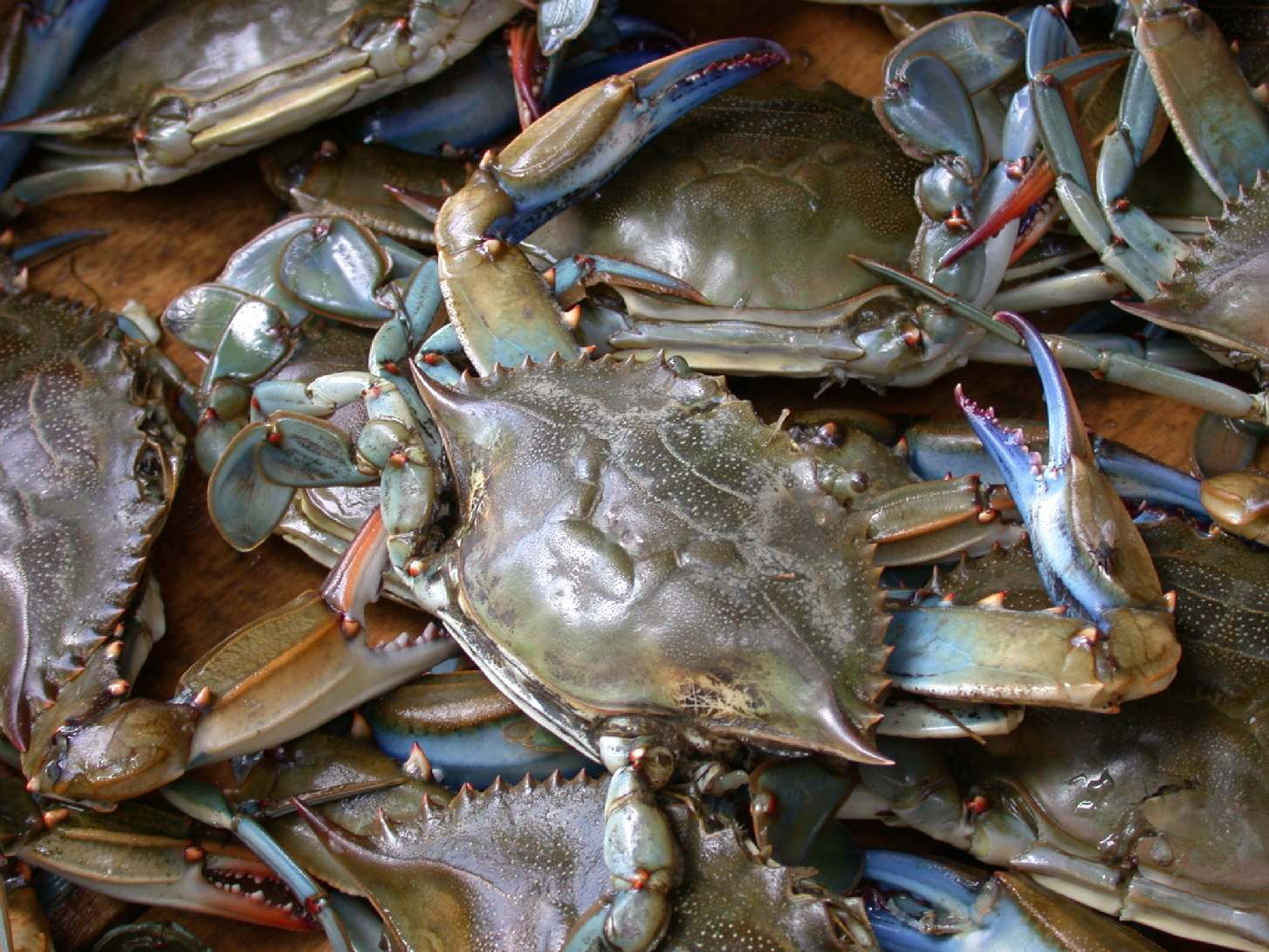
خرچنگ‌های آبی، که در بازار پیره عرضه شده‌اند.

- یهودیت: در تورات، در بخش لاویان[۵] حیواناتی که آبزی هستند (یا برای مدتی در آب می‌زیند، مانند دوزیستان، شامل قورباغه و تمساح) باید حتماً باله (خاصیت ماهی بودن) و فلس داشته باشند. در نتیجه میگو، خرچنگ، هشت پا، نهنگ، صدف و کوسه حرام گوشت هستند.
- مسیحیت: بین مسیحیان ۲ دیدگاه وجود دارد:

1. گوشت هیچ حیوانی نجس نیست، هرچند ممکن است برای سلامتی مفید نباشد که در آن صورت از خوردن آن پرهیز می‌شود. طرفداران این دیدگاه به بخش‌هایی از کتاب‌های عهدجدید اشاره می‌کنند، از جمله انجیل مرقس.[۷] در نتیجه گوشت هیچ آبزی یا سخت پوستی حرام نیست، هرچند ممکن است برای سلامتی مفید نباشد.
2. انجیل دقیقاً قوانین تورات را تأیید می‌کند، بنابراین گوشت‌هایی که از نظر تورات حرام هستند در مسیحیت هم حرام هستند. این دیدگاه به کتاب‌های عهدجدید، از جمله انجیل متی[۸] و اینکه در انجیل مرقس، روایت مذکور در باب ۷، در مورد شست‌وشوی دست‌ها قبل از خوردن غذاست (که یکی از آداب و رسوم یهودیِ خارج از تورات است)، نه در مورد گوشت حیوانات[۹] (همان‌طور که در انجیل متی هم در باب ۱۵، آیهٔ ۲۰ آمده‌است) اشاره می‌کند. پس افرادی که دیدگاه دوم را از انجیل برداشت می‌کنند، گوشت حیواناتی که تورات آن‌ها را ممنوع کرده، حرام می‌دانند و از خوردن آن‌ها پرهیز می‌کنند. در نتیجه انجیل حکم تورات را همچنان برقرار دانسته و از بین آبزیان فقط آبزیانی که باله و فلس داشته باشند حلال هستند و میگو، خرچنگ، هشت پا، نهنگ، صدف و کوسه حرام گوشت هستند.

- اسلام: به عنوان یک قاعده کلی، اهل سنت غذاهای دریایی را حلال می‌دانند. با این حال شیعیان (جعفری) آبزیان بدون فلس (به استثنای میگو) را حلال نمی‌دانند و در مورد تعلق لابستر به گروه میگو یا خرچنگ اختلاف نظر وجود دارد.[۳۵]

### گوزن و سم‌داران
- یهودیت: در یهودیت بر طبق تورات، بخش لاویان، در مورد گوشت حیواناتی که روی چهار پا راه می‌روند، دو معیار قرار می‌دهد: ۱-نشخوار کردن ۲-داشتن سُم شکافته.[۲۵] برای مثال شتر با اینکه از نشخوارکنندگان است ولی سُم شکافته ندارد، پس حلال گوشت نیست؛ همچنین خوک سُم شکافته دارد، اما نشخوار نمی‌کند، پس حلال گوشت نیست. اما گاو، گوسفند، بُز، غزال، گوزن، آهو و انواع بز کوهی حلال گوشت هستند.[۳۶]
- مسیحیت: بین مسیحیان ۲ دیدگاه وجود دارد:

1. گوشت هیچ حیوانی نجس نیست، هرچند ممکن است برای سلامتی مفید نباشد که در آن صورت از خوردن آن پرهیز می‌شود. طرفداران این دیدگاه به بخش‌هایی از کتاب‌های عهدجدید اشاره می‌کنند، از جمله انجیل مرقس.[۷] در نتیجه گوشت گوزن و سُم داران حرام نیست، هرچند ممکن است برای سلامتی مفید نباشد.
2. انجیل دقیقاً قوانین تورات را تأیید می‌کند، بنابراین گوشت‌هایی که از نظر تورات حرام هستند در مسیحیت هم حرام هستند. این دیدگاه به کتاب‌های عهدجدید، از جمله انجیل متی[۸] و اینکه در انجیل مرقس، روایت مذکور در باب ۷، در مورد شست‌وشوی دست‌ها قبل از خوردن غذاست (که یکی از آداب و رسوم یهودیِ خارج از تورات است)، نه در مورد گوشت حیوانات[۹] (همان‌طور که در انجیل متی هم در باب ۱۵، آیهٔ ۲۰ آمده‌است) اشاره می‌کند. پس گوشت حیواناتی که تورات آن‌ها را حلال اعلام کرده، حلال می‌دانند. در نتیجه در مورد چهارپایان، انجیل حکم تورات را تأیید می‌کند که حیوان باید دارای سُم شکافته بوده و نشخوار کند و گاو، گوسفند، بُز، غزال، گوزن، آهو و انواع بز کوهی حلال گوشت هستند.

گوزن شمالی در آلاسکا، نروژ، سوئد، فنلاند، روسیه و کانادا غذایی پر طرفدار است اما این کار در انگلستان و ایرلند غیرعادی است. محترم شدن این حیوان احتمالاً از قصه گوزن شمالی همراه بابا نوئل در شب کریسمس ناشی شده‌است.
کریستر فاسلسانگ، فضانورد سوئدی، اجازه نیافت تا گوشت گوزن شمالی خشک به همراه خود به فضا ببرد چون این عمل آن هم درست نزدیک کریسمس برای آمریکایی‌ها غیرقابل قبول بود. او در عوض قدری گوشت گوزن موس همراه خود برد.

### گوشت سگ

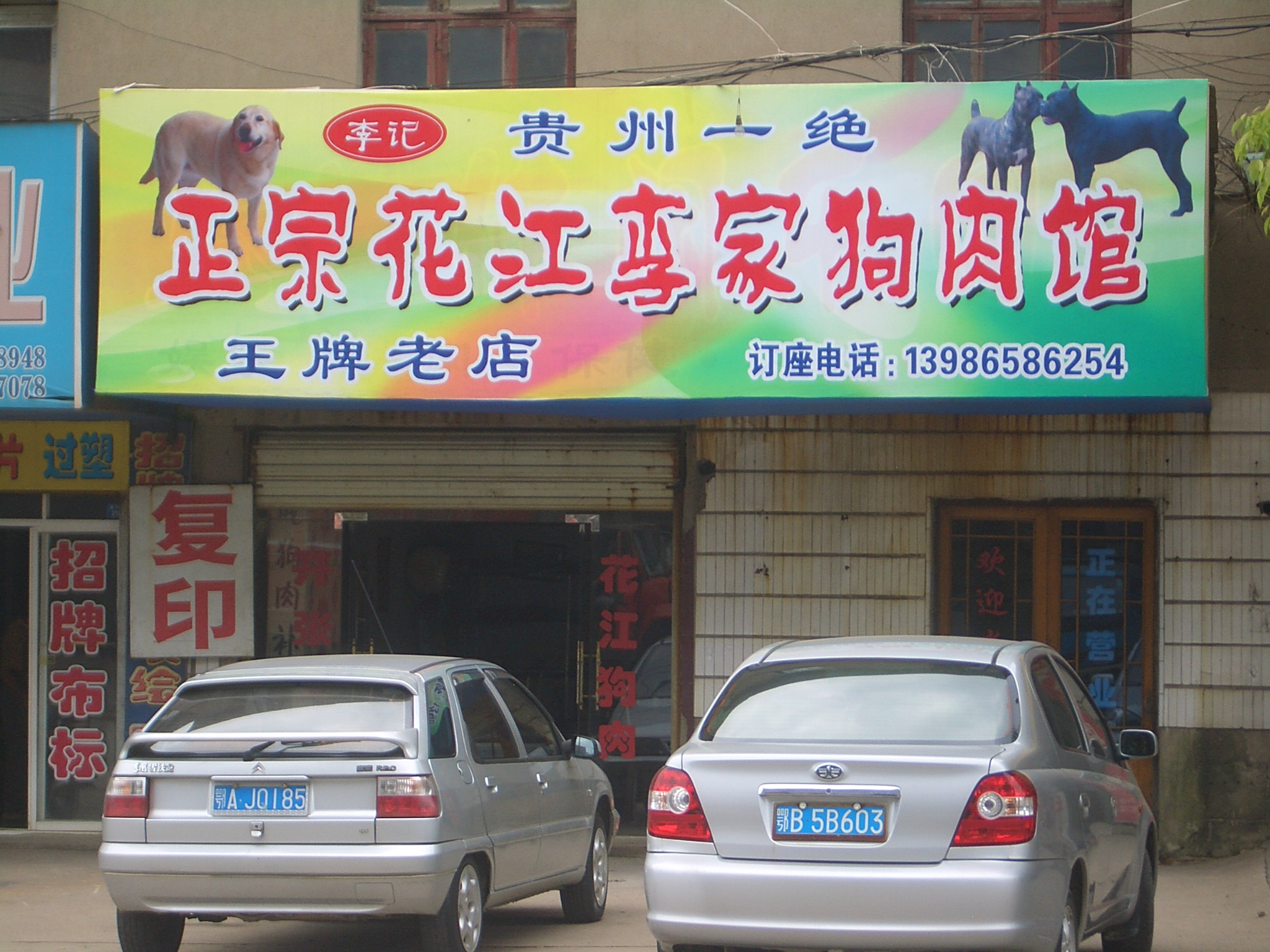
در هوبئی چین، گوشت سگ به عنوان «غذای مخصوص گوئیژو» تبلیغ شده‌است.

- یهودیت: خوردن گوشت سگ در یهودیت بر طبق تورات، بخش لاویان، حرام اعلام شده‌است.[۲۵] زیرا سگ روی پنچه راه می‌رود، پس حلال گوشت نیست.
- مسیحیت: بین مسیحیان ۲ دیدگاه وجود دارد:

1. گوشت هیچ حیوانی نجس نیست، هرچند ممکن است برای سلامتی مفید نباشد که در آن صورت از خوردن آن پرهیز می‌شود. طرفداران این دیدگاه به بخش‌هایی از کتاب‌های عهدجدید اشاره می‌کنند، از جمله انجیل مرقس.[۷] در نتیجه گوشت سگ حرام نیست، هرچند ممکن است برای سلامتی مفید نباشد.
2. انجیل دقیقاً قوانین تورات را تأیید می‌کند، بنابراین گوشت‌هایی که از نظر تورات حرام هستند در مسیحیت هم حرام هستند. این دیدگاه به کتاب‌های عهدجدید، از جمله انجیل متی[۸] و اینکه در انجیل مرقس، روایت مذکور در باب ۷، در مورد شست‌وشوی دست‌ها قبل از خوردن غذاست (که یکی از آداب و رسوم یهودیِ خارج از تورات است)، نه در مورد گوشت حیوانات[۹] (همان‌طور که در انجیل متی هم در باب ۱۵، آیهٔ ۲۰ آمده‌است) اشاره می‌کند. پس افرادی که دیدگاه دوم را از انجیل برداشت می‌کنند، گوشت حیواناتی که تورات آن‌ها را ممنوع کرده، حرام می‌دانند و از خوردن آن‌ها پرهیز می‌کنند. در نتیجه سگ حرام است، زیرا طبق نظر انجیل، حکم تورات در مورد حرام بودن گوشت سگ همچنان برقرار است.

گوشت سگ و گربه در کشورهای غربی تابوست و این تابو فقط در شرایط قحطی و گرسنگی شکسته شده‌است. در آلمان گوشت سگ همواره، دست کم از زمان فریدریش دوم به بعد، در زمان سختی‌ها خورده شده‌است. در اوایل قرن بیستم خوردن گوشت سگ در آلمان معمول بود.
در سال ۱۹۳۷ قانونی جهت پیشگیری از بیماری تریشینوز در مورد خوک، سگ، گراز، روباه، گورکن و سایر گوشتخواران صادر شد.
گوشت سگ در سال ۱۹۸۶ در آلمان ممنوع شد.
در لهستان در سال ۲۰۰۹ کشف یک مزرعه در شهر مذهبی و زیارتی چنستوخووا که در آن سگان به منظور تهیه دنبه خوک پرورش داده می‌شدند، موجب رسوایی شد.
مطابق با متون قدیمی هندو، گوشت سگ ناپاک‌ترین غذای ممکن است. گوشت سگ همچنین مطابق شریعت اسلام و یهود نجس و ناپاک و حرام و نجس است. بنابراین هر سه این سنت‌های مذهبی مصرف آن را نهی کرده‌اند.
در اساطیر ایرلندی آمده‌است که یکی از شخصیت‌ها در موقعیتی قرار گرفت که مجبور بود میان دو تابوی خوردن گوشت سگ یا رفتار کردن بر خلاف اصول مهمان نوازی یکی را انتخاب کند و او خوردن گوشت سگ را انتخاب کرد که موجب مرگش شد.
در مکزیک در دوران پیشاکلمبی خوردن نوعی سگ بی‌مو متداول بود ولی این رسم در دوران استعمار برافتاد. در شرق آسیا به جز در ویتنام، گوشت سگ به ندرت مصرف می‌شود که این به دلیل احترام به ارزش‌های اسلامی و بودیستی و نیز حقوق حیوانات است. منچوها مقرراتی در مورد ممنوعیت مصرف گوشت سگ دارند که بعضاً توسط همسایگان‌شان در شمال شرق آسیا مصرف می‌شود. آن‌ها همچنین کلاه‌های تهیه شده از پوست سگ را استفاده نمی‌کنند. گوشت سگ در برخی بخش‌های چین (مثل گوانگشی) و کره غذایی متداول است.

### فیل
- یهودیت: خوردن گوشت فیل در یهودیت بر طبق تورات، بخش لاویان، حرام اعلام شده‌است.[۲۵] زیرا فیل روی پنچه راه می‌رود، پس حلال گوشت نیست.
- مسیحیت: بین مسیحیان ۲ دیدگاه وجود دارد:

1. گوشت هیچ حیوانی نجس نیست، هرچند ممکن است برای سلامتی مفید نباشد که در آن صورت از خوردن آن پرهیز می‌شود. طرفداران این دیدگاه به بخش‌هایی از کتاب‌های عهدجدید اشاره می‌کنند، از جمله انجیل مرقس.[۷] در نتیجه گوشت فیل حرام نیست، هرچند ممکن است برای سلامتی مفید نباشد.
2. انجیل دقیقاً قوانین تورات را تأیید می‌کند، بنابراین گوشت‌هایی که از نظر تورات حرام هستند در مسیحیت هم حرام هستند. این دیدگاه به کتاب‌های عهدجدید، از جمله انجیل متی[۸] و اینکه در انجیل مرقس، روایت مذکور در باب ۷، در مورد شست‌وشوی دست‌ها قبل از خوردن غذاست (که یکی از آداب و رسوم یهودیِ خارج از تورات است)، نه در مورد گوشت حیوانات[۹] (همان‌طور که در انجیل متی هم در باب ۱۵، آیهٔ ۲۰ آمده‌است) اشاره می‌کند. پس افرادی که دیدگاه دوم را از انجیل برداشت می‌کنند، گوشت حیواناتی که تورات آن‌ها را ممنوع کرده، حرام می‌دانند و از خوردن آن‌ها پرهیز می‌کنند. در نتیجه فیل حرام است، زیرا طبق نظر انجیل، حکم تورات در مورد حرام بودن گوشت فیل همچنان برقرار است.

در جوامع غربی فیلها در سیرک مشارکت دارند. در همین حال در مرکز و غرب آفریقا فیل‌ها برای گوشت‌شان شکار می‌شوند. برخی مردم تایلند بر این باورند که خوردن گوشت فیل موجب تقویت نیروی جنسی می‌شود و فیل‌ها هم گاهی فقط به همین خاطر شکار می‌شوند. یهودیت فیل را به عنوان یک موجود نامناسب زندگی‌کننده در خشکی تحریم کرده‌است. در شریعت اسلام نیز فیل از جانوران منسوخ به‌شمار می‌رود و خوردن آن حرام است.

### ماهی
مردمان سومالیایی (نژادی که در چندین کشور آفریقایی و یمن پراکنده‌است) خوردن ماهی را تابو می‌دانند و با اقلیتی که ماهی می‌خورند ازدواج نمی‌کنند.
تابوی خوردن ماهی همچنین میان چادرنشینان و کشاورزان مناطق کوهستانی (و حتی در مواردی مناطق ساحلی) در مصر، اتیوپی، اریتره، سومالی، کنیا و تانزانیا وجود دارد. این امر گاهی تابوی ماهی مردم کوشیایی نامیده می‌شود چرا که کوشیایی زبان‌ها معتقدند که باید همه ساکنان شرق آفریقا را با نخوردن ماهی آشنا کنند. محدوده این تابو دقیقاً محدوده زبان کوشیایی است و مردمان بانتو و نیلوتیک چنین رسمی ندارند بلکه بسیاری از آنان مردان دریایند.
اندکی از مردمان بانتو و نیلوتیک هستند که از خوردن ماهی اجتناب می‌کنند و آن‌ها همان‌هایی هستند که قبلاً در محدوده پادشاهی کوش زندگی می‌کرده‌اند. در شرق آفریقا تابوی ماهی از تانزانیا فراتر نرفته‌است و ظاهراً محدوده پشه تسه‌تسه مانع اتصال فرهنگی مردم آن منطقه و گسترش این سنت شده و زامبیا و موزامبیک از این محدوده به دور مانده‌اند.
مرکز دیگری از اجتناب‌کنندگان از ماهی در جنوب آفریقا و در منطقه‌ای است که عموماً سخنگویان به زبان‌های بانتو در آن حضور دارند. مشخص نیست که این بی‌میلی به‌طور جداگانه در خود آن‌ها ایجاد گردیده یا به آن‌ها تبلیغ شده‌است ولی مسلماً چنین رفتاری در ساکنان اولیه جنوب آفریقا (خویسان)وجود نداشته‌است. با این وجود، از آنجا که ساکنان جنوب آفریقا تبادلات فرهنگی زیادی با ساکنان شمال و شرق آفریقا داشته‌اند، بعید نیست که این رسم در زمانی نامعلوم توسط کوچ‌نشینان شرق آفریقا به آن‌ها منتقل شده باشد.
- یهودیت: در تورات، در بخش لاویان[۵] حیواناتی که آبزی هستند (یا برای مدتی در آب می‌زیند، مانند دوزیستان، شامل قورباغه و تمساح) باید حتماً باله (خاصیت ماهی بودن) و فلس داشته باشند. در نتیجه ماهی‌هایی که باله و فلس دارند حلال گوشت هستند، اما میگو، خرچنگ، هشت پا، نهنگ، صدف و کوسه حرام گوشت هستند.
- مسیحیت: بین مسیحیان ۲ دیدگاه وجود دارد:

1. گوشت هیچ حیوانی نجس نیست، هرچند ممکن است برای سلامتی مفید نباشد که در آن صورت از خوردن آن پرهیز می‌شود. طرفداران این دیدگاه به بخش‌هایی از کتاب‌های عهدجدید اشاره می‌کنند، از جمله انجیل مرقس.[۷] در نتیجه گوشت هیچ آبزی ای حرام نیست، هرچند ممکن است برای سلامتی مفید نباشد.
2. انجیل دقیقاً قوانین تورات را تأیید می‌کند، بنابراین گوشت‌هایی که از نظر تورات حرام هستند در مسیحیت هم حرام هستند. این دیدگاه به کتاب‌های عهدجدید، از جمله انجیل متی[۸] و اینکه در انجیل مرقس، روایت مذکور در باب ۷، در مورد شست‌وشوی دست‌ها قبل از خوردن غذاست (که یکی از آداب و رسوم یهودیِ خارج از تورات است)، نه در مورد گوشت حیوانات[۹] (همان‌طور که در انجیل متی هم در باب ۱۵، آیهٔ ۲۰ آمده‌است) اشاره می‌کند. پس افرادی که دیدگاه دوم را از انجیل برداشت می‌کنند، گوشت حیواناتی که تورات آن‌ها را ممنوع کرده، حرام می‌دانند و از خوردن آن‌ها پرهیز می‌کنند. در نتیجه انجیل حکم تورات را همچنان برقرار دانسته و از بین آبزیان ماهی‌هایی که باله و فلس دارند حلال گوشت هستند، اما میگو، خرچنگ، هشت پا، نهنگ، مارماهی، گربه ماهی و کوسه حرام گوشت هستند..

- اسلام: مسلمانان اهل سنت در مورد ماهی‌ها انعطاف‌پذیری بیشتری دارند و گربه‌ماهی، مارماهی و سایر ماهیان بدون فلس را حلال می‌دانند ولی شیعیان جعفری (که در میان شیعیان اکثریت دارند) این موارد را مباح نمی‌شمارند.[۵۵][۵۶][۵۷] ماهی اوزون برون (استروژن) به دلیل نداشتن فلس برای مدت‌ها در ایران حرام شمرده می‌شد، تا زمانی که آیت الله خمینی با این استدلال که این ماهی در نوزادی دارای فلس‌های میکروسکوپی است که بعد از دو ماهگی می‌ریزد، این ماهی را حلال اعلام کرد و هیچ‌یک از مراجع تقلید دیگر با این فتوا مخالفت نکردند.[۵۸]

بسیاری از قبایل ساکن ایالت‌های جنوب غربی آمریکا شامل ناواجو، آپاچی و زونی نیز تابویی برای خوردن ماهی‌ها و سایر موجودات دریایی از جمله مرغابیان دارند.

### قارچ
روحانیان برهمایی، تانترایی و بعضاً بودایی از مصرف قارچ و تمام محصولات تیره پیازیان خودداری می‌کنند. تصور بر این است که این غذاها به حواس لطمه می‌زنند و پرهیز از قارچ‌ها به دلیل این است که در شب رشد می‌کنند.
در ایسلند و نقاط دور افتاده سوئد قبل از جنگ جهانی دوم، قارچ به‌طور عمومی مصرف نمی‌شد و در عرف جامعه تنها برای خوراک گاوها و نیز در زمان جنگ و قحطی مورد استفاده قرار می‌گرفت.

### خوکچه‌هندی و جوندگان مشابه

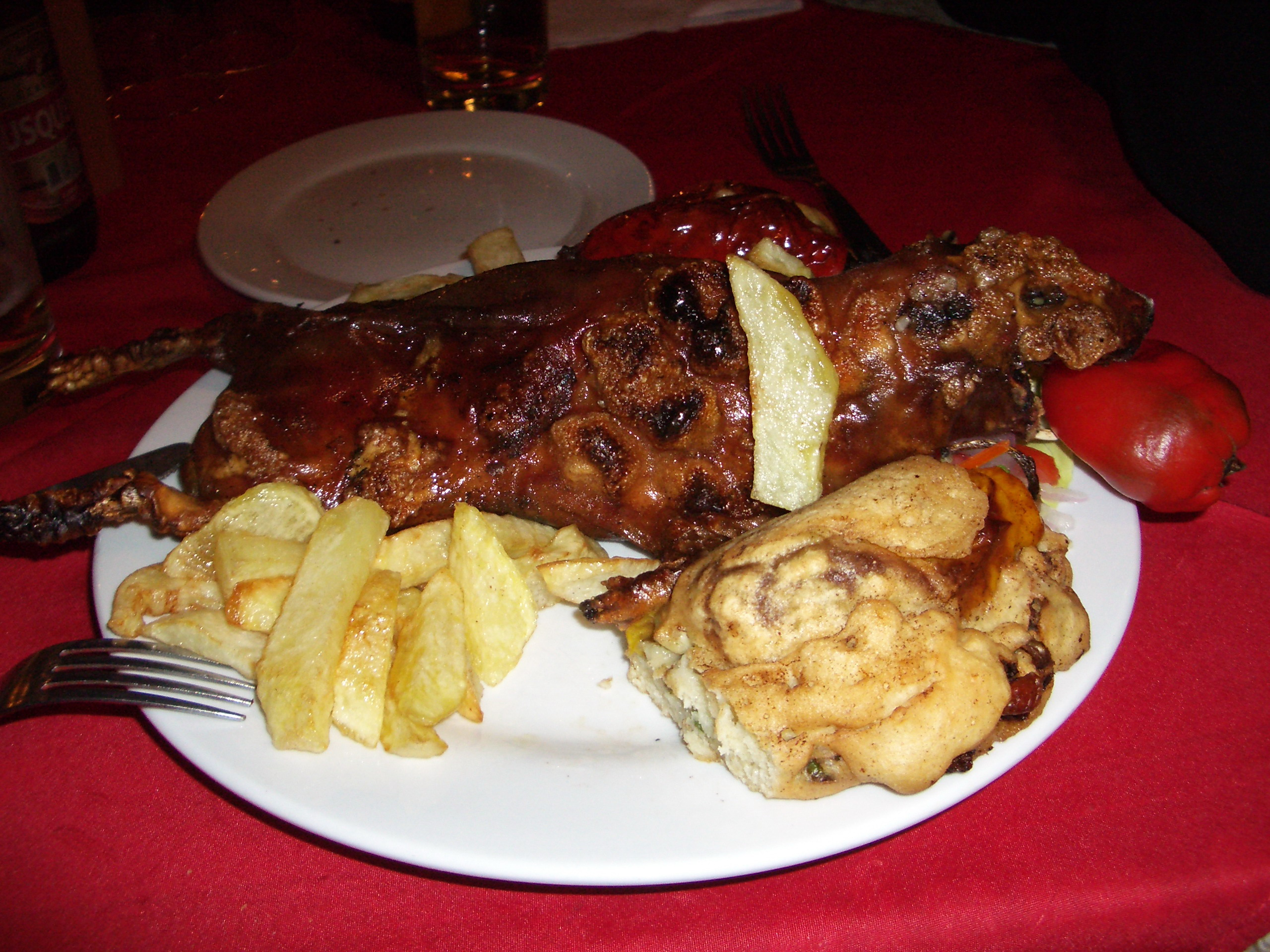
خوکچه هندی بریان در پرو

خوکچه هندی بخش مهمی از غذای مردم پرو و برخی مناطق کوهستانی اکوادور را تشکیل می‌دهد که غالباً ساکنان آند هستند. خوکچه در منوی اکثر رستوران‌های لیما و سایر شهرهای پرو یافت می‌شود. گوشت این جانور همچنین به ایالات متحده و آمریکا صادر می‌شود. در سال ۲۰۰۴ اداره پارک‌های شهرداری نیویورک، ارائه خوکچه هندی را در یک جشنواره اکوادوری در پارک کرونا قدغن کرد.
گرچه ایالت نیویورک خوردن خوکچه را مجاز می‌داند ولی شهر نیویورک آن را ممنوع کرده‌است.ref>Montefinise, Angela; Mongelli, Lorena (2004-10-20). ["http://web.archive.org/web/20041020005351/http://www.nypost.com/news/regionalnews/31992.htm%22 "Guinea Pig Cooks Get Skewered"]. New York Post. p. 10. {{cite news}}: Check |url= value (help)</ref>
جانوران شبیه جوندگان، برگچه‌خوار و پاکا، نیز به عنوان غذا در آمریکای جنوبی مصرف می‌شوند. محدودیت کلیسای کاتولیک در مورد عدم مصرف گوشت در زمان روزه‌داری، شامل برگچه‌خوار نمی‌شود چرا که مبلغین مسیحی در مورد این جانور توضیحاتی غلط به پاپ دادند و او نیز آن را ماهی به حساب آورد.

### اسب و خر

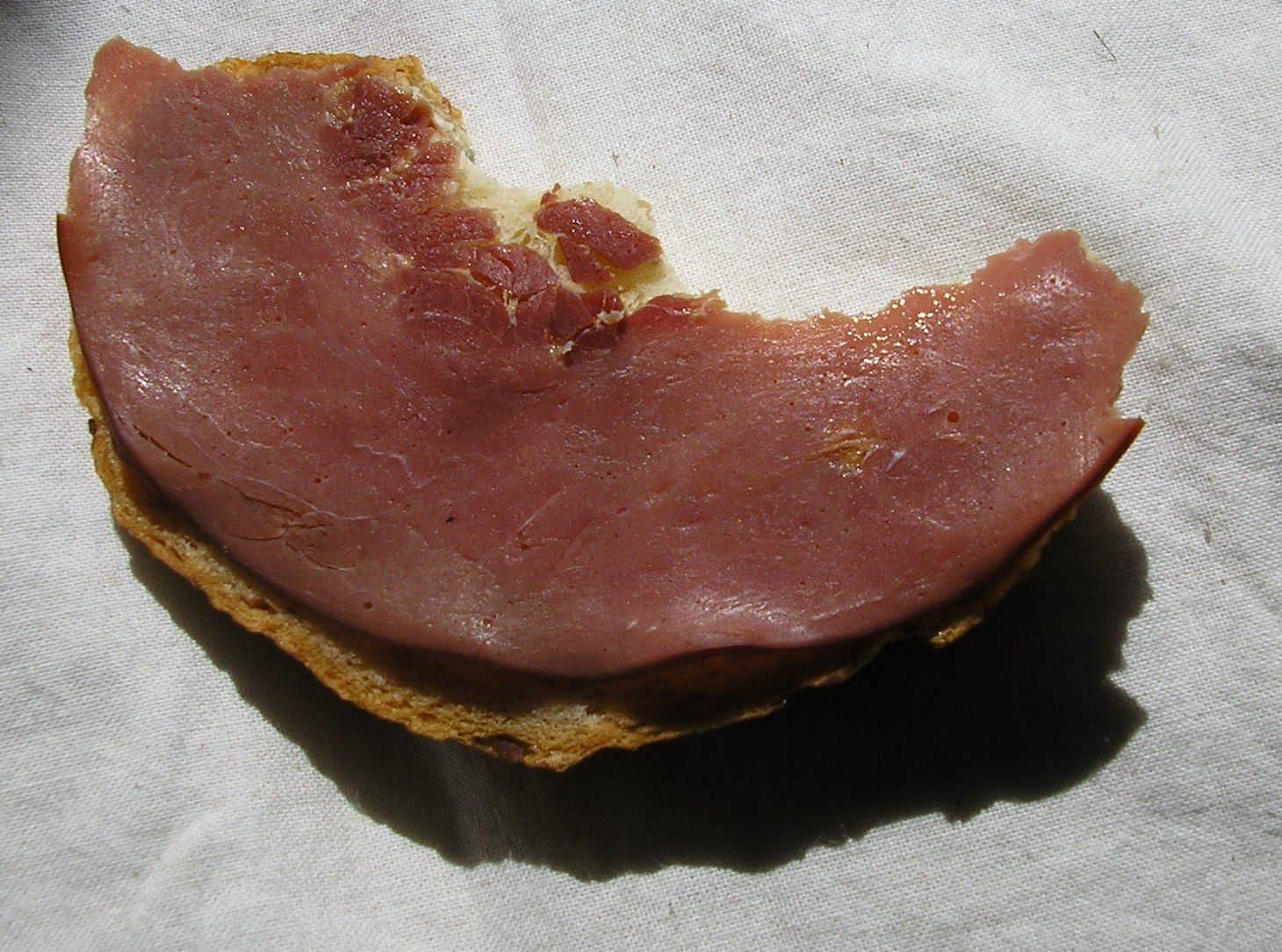
ساندویچ گوشت دودی اسب

گوشت اسب و گوشت خر در سبد مصرف بسیاری از کشورها قرار دارد، از جمله ایتالیا، سرانه ۹۰۰ گرم در سال، هلند، بلژیک، فرانسه، سوئیس، که فروش آن در سوپرمارکت‌ها متداول است، آلمان، سرانه فقط ۵۰ گرم در سال، اسلوونی و صربستان. اما همین گوشت در بسیاری از کشورها و ادیان تابو است. در یهودیت گوشت اسب حرام است چون این حیوان نه نشخوارکننده است و نه سم آن شکاف دارد.
گوشت اسب همچنین در برخی مذاهب مسیحی ممنوع است. در سال ۷۳۲ پاپ گرگوری سوم خوردن گوشت اسب را به عنوان یک عمل پگانی تحریم کرد و آن را عملی پلید و کراهت‌آور خواند. در سال ۱۰۰۰ میلادی کلیسای ایسلند فقط زمانی قدرت گرفت که وعده داد ایسلندی‌ها می‌توانند همچنان به خوردن گوشت اسب ادامه دهند ولی پس از تثبیت وضع کلیسا، این اجازه لغو شد. گوشت اسب هنوز هم در ایسلند محبوب است و آن را همانند گوشت گوساله، گوسفند و خوک طبخ می‌کنند.
مصرف گوشت اسب در کشورهای انگلیسی‌زبان نامتداول است. در کانادا فروش گوشت اسب قانونی است ولی به سختی و تنها در ایالت فرانسوی زبان کبک و برخی رستوران‌های فرانسوی در مناطق دیگر، پیدا می‌شود. بیشتر گوشت اسب تولیدی کانادا به اروپای قاره‌ای و ژاپن صادر می‌شود. در آمریکا، ایالت‌های کالیفرنیا و ایلی‌نوی فروش و مصرف گوشت اسب غیرقانونی است. با این حال در زمان جنگ جهانی دوم گوشت اسب در آمریکا مصرف می‌شد چرا که گوشت گاو گران و جیره‌بندی شده بود. در انگلستان تابوی مصرف گوشت اسب حتی شامل غذای حیوانات خانگی می‌شود. در کشورهای حوزه بالکان نیز گوشت اسب مصرف نمی‌شود چون اسب حیوان نجیبی شمرده می‌شود و نیز خوردن آن مربوط به قحطی زمان جنگ است.
در نروژ مصرف گوشت اسب تابو است و در مواردی، خوردن گوشت اسب باعث بحث‌ها و جنجال‌های متعدد شده‌است.
- یهودیت: خوردن گوشت اسب و خر در یهودیت بر طبق تورات، بخش لاویان، حرام اعلام شده‌است.[۲۵] زیرا اسب و خر سُم دارند، اما سُم آن‌ها شکافته نیست، پس حلال گوشت نیستند.
- مسیحیت: بین مسیحیان ۲ دیدگاه وجود دارد:

1. گوشت هیچ حیوانی نجس نیست، هرچند ممکن است برای سلامتی مفید نباشد که در آن صورت از خوردن آن پرهیز می‌شود. طرفداران این دیدگاه به بخش‌هایی از کتاب‌های عهدجدید اشاره می‌کنند، از جمله انجیل مرقس.[۷] در نتیجه گوشت فیل حرام نیست، هرچند ممکن است برای سلامتی مفید نباشد.
2. انجیل دقیقاً قوانین تورات را تأیید می‌کند، بنابراین گوشت‌هایی که از نظر تورات حرام هستند در مسیحیت هم حرام هستند. این دیدگاه به کتاب‌های عهدجدید، از جمله انجیل متی[۸] و اینکه در انجیل مرقس، روایت مذکور در باب ۷، در مورد شست‌وشوی دست‌ها قبل از خوردن غذاست (که یکی از آداب و رسوم یهودیِ خارج از تورات است)، نه در مورد گوشت حیوانات[۹] (همان‌طور که در انجیل متی هم در باب ۱۵، آیهٔ ۲۰ آمده‌است) اشاره می‌کند. پس افرادی که دیدگاه دوم را از انجیل برداشت می‌کنند، گوشت حیواناتی که تورات آن‌ها را ممنوع کرده، حرام می‌دانند و از خوردن آن‌ها پرهیز می‌کنند. در نتیجه اسب و خز حرام است، زیرا طبق نظر انجیل، حکم تورات در مورد حرام بودن گوشت اسب و خر (اسب و خر سُم دارند، اما سُم آن‌ها شکافته نیست، پس حلال گوشت نیستند) همچنان برقرار است.

- اسلام: در اسلام، اهل سنت معتقدند که پیامبر در یک روز گوشت خر و ازدواج موقت را منسوخ و حرام کرده‌است در حالی که این دو قبل از آن حلال بوده‌اند. اما شیعیان این حدیث را انکار می‌کنند و هیچ‌کدام از این دو را حرام نمی‌دانند. در میان تشیع خوردن گوشت خر و اسب هر دو مکروه است در حالی که کراهت گوشت خر شدید تر است[۷۲] با این حال بر اساس یک تابوی فرهنگی گوشت الاغ در ایران مصرف نمی‌شود و در مواردی که رستوران‌ها آن را به عنوان گوشت دیگری عرضه کنند با آن به عنوان یک عمل غیرقانونی برخورد می‌شود.[۷۳]

### حشرات
به استثنای ملخ، سایر حشرات در دین یهود تحریم شده‌اند و حتی توصیه شده غذاها قبل از مصرف مورد بازبینی قرار گیرند تا حشره‌ای در آن‌ها نباشد. در اسلام سنی ملخ حلال شمرده شده و در کنار ماهی‌ها دو موردی هستند که نیاز به ذبح اسلامی ندارند
در غرب تابوی مصرف حشرات شامل عسل (که شهد به‌شمار می‌آید) نمی‌شود با وجود اینکه این ماده از دستگاه گوارش زنبور گذر کرده‌است. در یهودیت هم با وجود آنکه زنبور عسل از موجودات نجس استثناء نشده ولی عسل یک خوردنی حلال است. این موضوع در کتاب تلمود شرح داده شده به این صورت که زنبور تولیدکننده واقعی عسل نیست و گل‌ها آن را تولید کرده و زنبور تنها آن را حمل می‌کند.

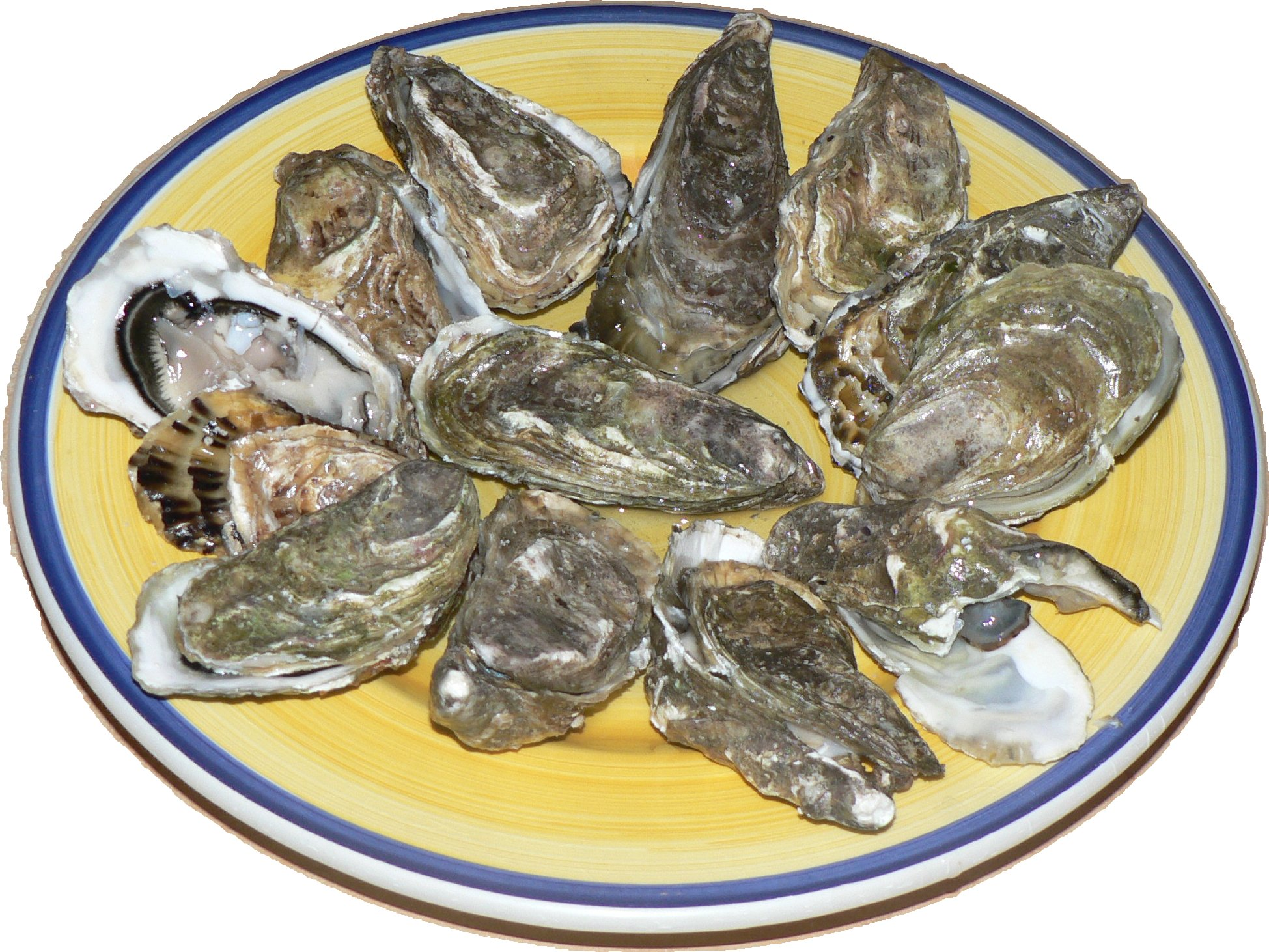
صدف‌های خام در حالی که هنوز زنده‌اند در بشقاب عرضه شده‌اند

بسیاری گیاهخواران از عسل نیز به عنوان یک فراورده حیوانی پرهیز می‌کنند اما برخی با این عقیده موافق نیستند و تصور می‌کنند عسل بیشتر یک محصول گیاهی است تا حیوانی.

### جانوران زنده

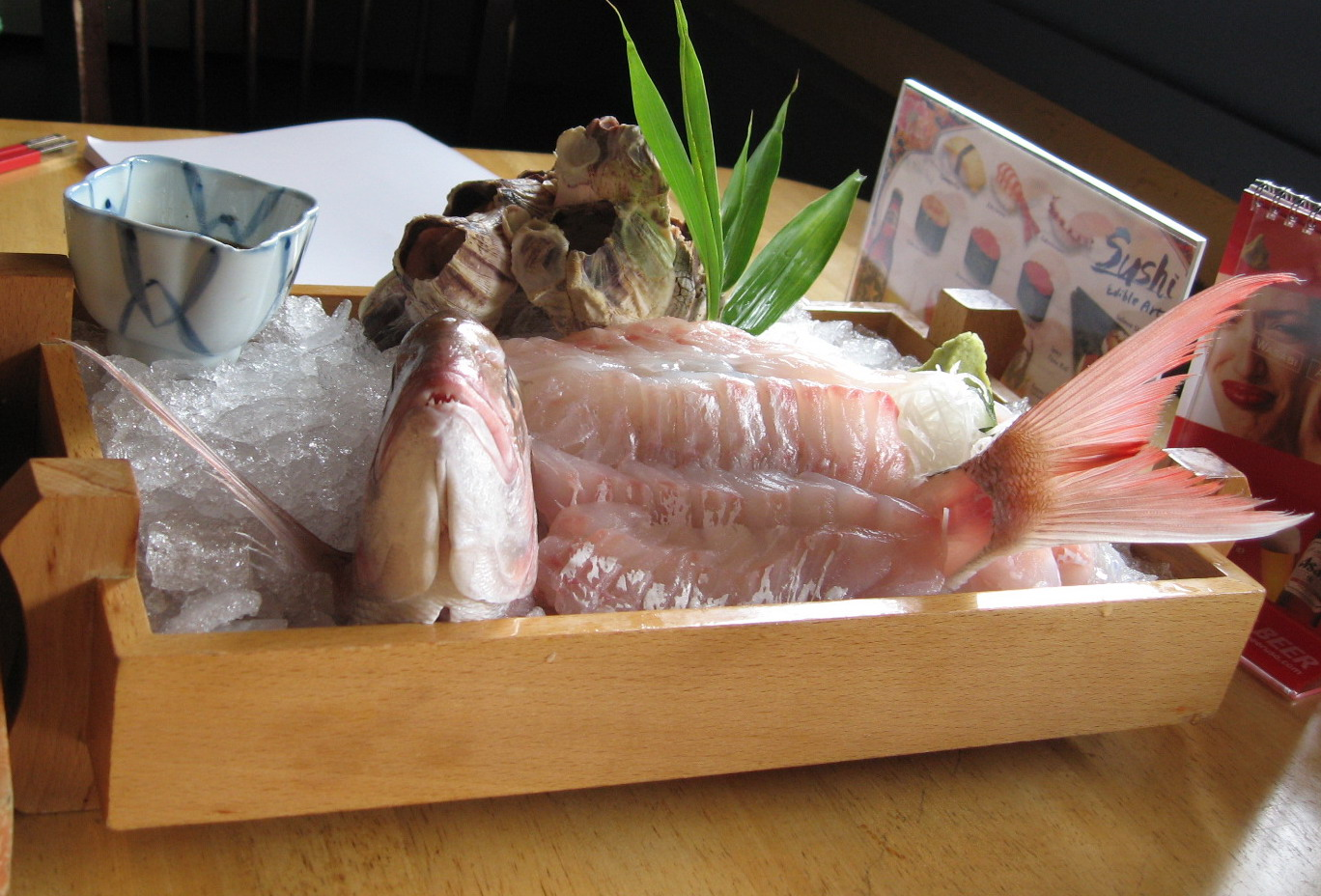
ماهی زنده همراه ساشیمی

قانون یهود و اسلام هر عضوی که از موجود زنده جدا شده باشد را حرام می‌داند. هر چند که در هر دو دین ذبح فقط برای حیوانات و پرندگان مورد نیاز است، ولی ماهی‌ها هم باید قبل از خوردن به نحوی کشته شده باشند. به غیر از این تمامی حیواناتی که با زجر و درد کشته شده باشند در یهودیت و اسلام حرام هستند. در شریعت مسیحیت، به رفتار انسان‌منشانه با حیوانات تأکید شده و آزار و شکنجۀ حیوانات و زجر بی‌مورد حیوانات ممنوع می‌باشد، پس زنده‌خواری حرام و غیراخلاقی دانسته می‌شود. غذاهایی مانند صدف زنده و ماهی زنده نمونه‌هایی از این نوع غذاها هستند. عرضه این غذاها در بعضی کشورها ممنوع است. نمونه دیگر میگوی زنده است که مصرف آن هم در خانه‌ها و هم رستوران‌های شانگهای رواج دارد. میگوها معمولاً در کاسه‌ای از پر از الکل انداخته می‌شوند و به همین علت بی‌حس و حال می‌گردند. این غذا میگوی مست نام دارد.

### کله پاچه و اعضای تودلی

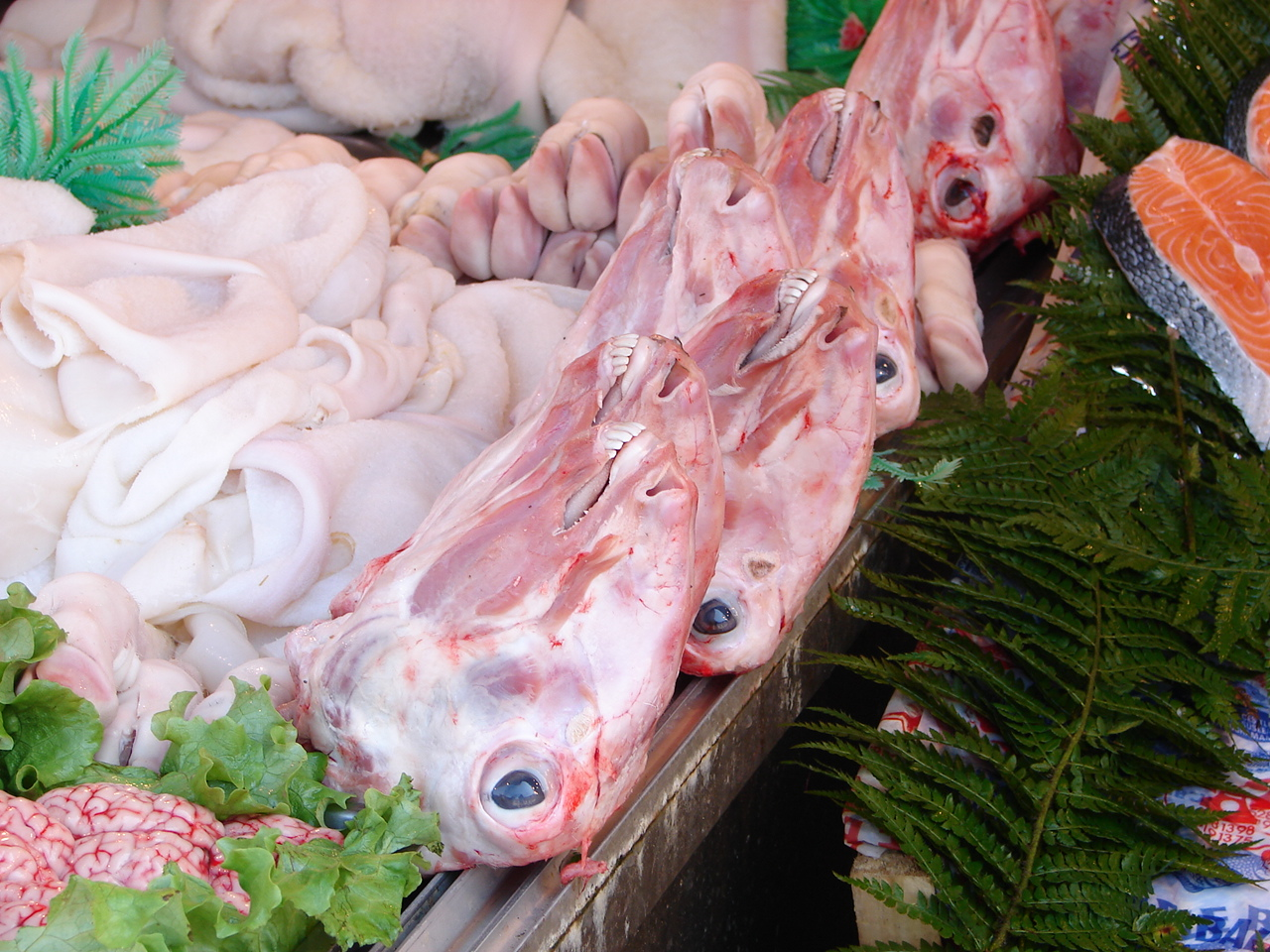
کله پاچه و سیرابی در بازار استانبول.

کله پاچه و نیز اعضای تودلی، مانند دل، جگر، قلوه و حلقوم در غذاهای سنتی بسیاری کشورهای اروپایی و نیز آشپزی آسیایی قرار دارند. از این جمله می‌توان به استیک و پای قلوه در انگلستان، جغور بغور که از زمان رابرت برنز تاکنون غذای ملی اسکاتلند است و خوراک مغز گوساله در فرانسه اشاره کرد.
از آن سوی برای بسیاری از مردم استرالیا، کانادا و آمریکا خوردن این غذاها تهوع‌آور است. در نظر مردم این کشورها، این اجزاء تنها به درد تولید غذاهای موسوم به «غذای آماده گوشت‌دار» (برای حیوانات خانگی) می‌خورد و تنها زبان و جگر در برخی غذاها و در برخی مناطق مصرف می‌شود.
در برخی کشورها، از جمله اتحادیه اروپا، مصرف مغز گاو به دلیل احتمال ابتلا به جنون گاوی ممنوع شده‌است.
دنبلان نیز موردی است که در نظر مسلمانان اعم از سنی و شیعه حرام است. اهل سنت هفت عضو از حیوانی که ذبح شرعی شده باشد را حرام می‌دانند آلت تناسلی نر و ماده، بیضه مثانه (شاش دان) کیسه صفرا (زهره) خونی که در زمان سر بریدن حیوان از گلو خارج می‌شود و غدد موجود در گوشت.
. 
همچنین خوردن سیرابی شیردان (معده) ممکن است تابو باشد و از آن رو روش باستانی تهیه پنیر درون سیرابی و با استفاده از مایه پنیر طبیعی که در سیرابی موجود است نیز در این مناطق یک روش تابو شناخته می‌شود و به جای آن از پنیرمایه‌های مصنوعی استفاده می‌گردد. این بدان معناست که نه خود پنیر بلکه روش تهیه آن ملاک قضاوت در مورد مجاز یا غیرمجاز بودن آن است.

### خوک

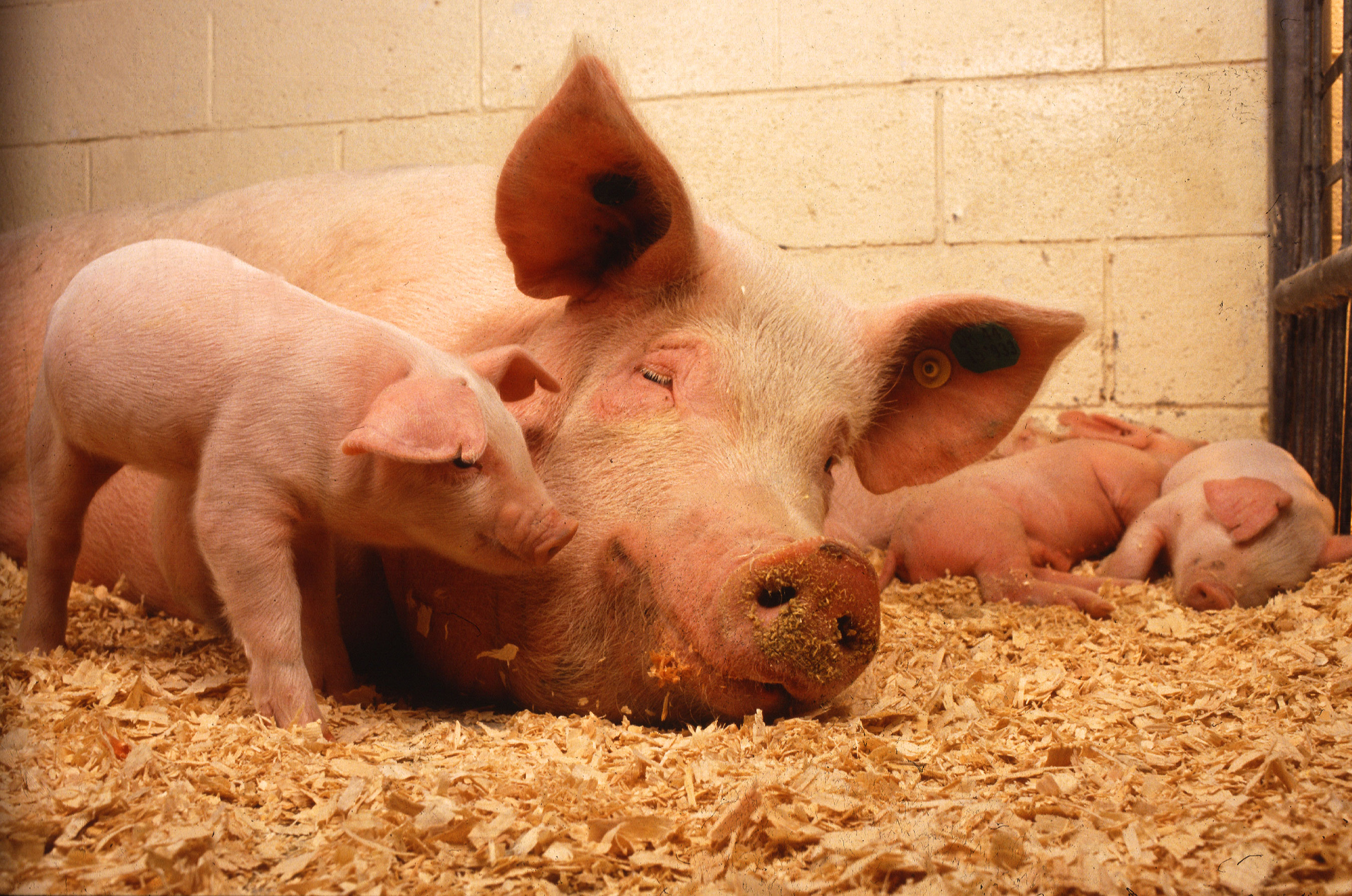
گوشت خوک برای یهودیان تریف و برای مسلمانان حرام و برای معتقدان هر دو دین نجس و ناپاک است.

بنا به گزارش وزارت کشاورزی ایالات متحده آمریکا، گوشت خوک بیشترین گوشتی است که در سراسر جهان مصرف می‌شود اما خوردن گوشت خوک برای مسلمانان، یهودیان و برخی شاخه‌های مسیحی، مانند اعضای گروه منتظران ظهور روز هفتم برپایه توجیهات و دستورهای متون مذهبی ممنوع است.
- یهودیت: خوردن گوشت خوک در یهودیت بر طبق تورات، بخش سفر تثنیه و لاویان، حرام اعلام شده‌است.[۲۵] تورات برای حیواناتی که روی چهار پا راه می‌روند، دو معیار قرار می‌دهد: ۱-نشخوار کردن ۲-داشتن سُم شکافته. شتر نشخوار می‌کند، اما سم شکافته ندارد، پس حلال گوشت نیست؛ همچنین خوک سُم شکافته دارد، اما نشخوار نمی‌کند، پس حلال گوشت نیست.
- مسیحیت: بین مسیحیان ۲ دیدگاه وجود دارد:

1. گوشت هیچ حیوانی نجس نیست، هرچند ممکن است برای سلامتی مفید نباشد که در آن صورت از خوردن آن پرهیز می‌شود. طرفداران این دیدگاه به بخش‌هایی از کتاب‌های عهدجدید اشاره می‌کنند، از جمله انجیل مرقس.[۷] در نتیجه گوشت خوک حرام نیست، هرچند ممکن است برای سلامتی مفید نباشد.
2. انجیل دقیقاً قوانین تورات را تأیید می‌کند، بنابراین گوشت‌هایی که از نظر تورات حرام هستند در مسیحیت هم حرام هستند. این دیدگاه به کتاب‌های عهدجدید، از جمله انجیل متی[۸] و اینکه در انجیل مرقس، روایت مذکور در باب ۷، در مورد شست‌وشوی دست‌ها قبل از خوردن غذاست (که یکی از آداب و رسوم یهودیِ خارج از تورات است)، نه در مورد گوشت حیوانات[۹] (همان‌طور که در انجیل متی هم در باب ۱۵، آیهٔ ۲۰ آمده‌است) اشاره می‌کند. پس افرادی که دیدگاه دوم را از انجیل برداشت می‌کنند، گوشت حیواناتی که تورات آن‌ها را ممنوع کرده، حرام می‌دانند و از خوردن آن‌ها پرهیز می‌کنند. در نتیجه خوک حرام است، زیرا طبق نظر انجیل حکم تورات در مورد حرام بودن گوشت خوک همچنان برقرار است.

- اسلام: خوک حرام گوشت است.

در قرن نوزدهم برخی حرمت خوردن گوشت خوک در خاور میانه را حمل بر وجود انگل تریچینوسیس نمودند. هرچند بر طبق مقالات بهداشت غذایی، گوشت خوک ناسالم اعلام نشده‌است و حامل بیماری خاصی نیست که برای مثال در گوشت گاو یا گوسفند نباشد، بلکه از نظر ارزش غذایی منبع مناسبی است و امروزه در کشورهای بسیاری این گوشت مصرف می‌شود. یک توضیح عمومی برای ناپاک شمردن خوک در خاورمیانه این است که خوک‌ها همه‌چیزخوارند و در رژیم غذایی آن‌ها تفاوتی میان گوشت و گیاه نیست. تمایل به خوردن گوشت، آن‌ها را از گروه حیوانات اهلی که فقط گیاهان را می‌خورند (گاو، گوسفند، بز و غیره)، جدا می‌کند، هرچند مرغ و خروس نیز علاوه بر گیاه، گوشت حیوانات دیگر همچون موش و حتی همنوع (گوشت مرغ یا خروس دیگر) نیز می‌خورند پس دلیل حرام بودن گوشت خوک در ادیان، گوشت‌خوار بودن آن نمی‌تواند باشد.
ماروین هریس هم این نظریه را مطرح کرد که آب و هوا و وضعیت اقتصادی خاورمیانه مناسب پرورش خوک نیست؛ مثلاً خوک‌ها نسبت به سایر جانوران، نیاز به آب بیشتری برای خنک نگاه داشتن خود دارند. همچنین خوک‌ها به جای چِراکردن، غذاهایی می‌خورند که در رقابت با غذای انسان است (مثل حبوبات و غلات). بنابراین پرورش خوک در خاورمیانه تجربه‌ای بیهوده است.
تابو بودن گوشت خوک در بین سه فرهنگ باستانی فنیقی‌ها، مصر باستان و تمدن بابل نیز وجود داشته‌است.

### خرگوش

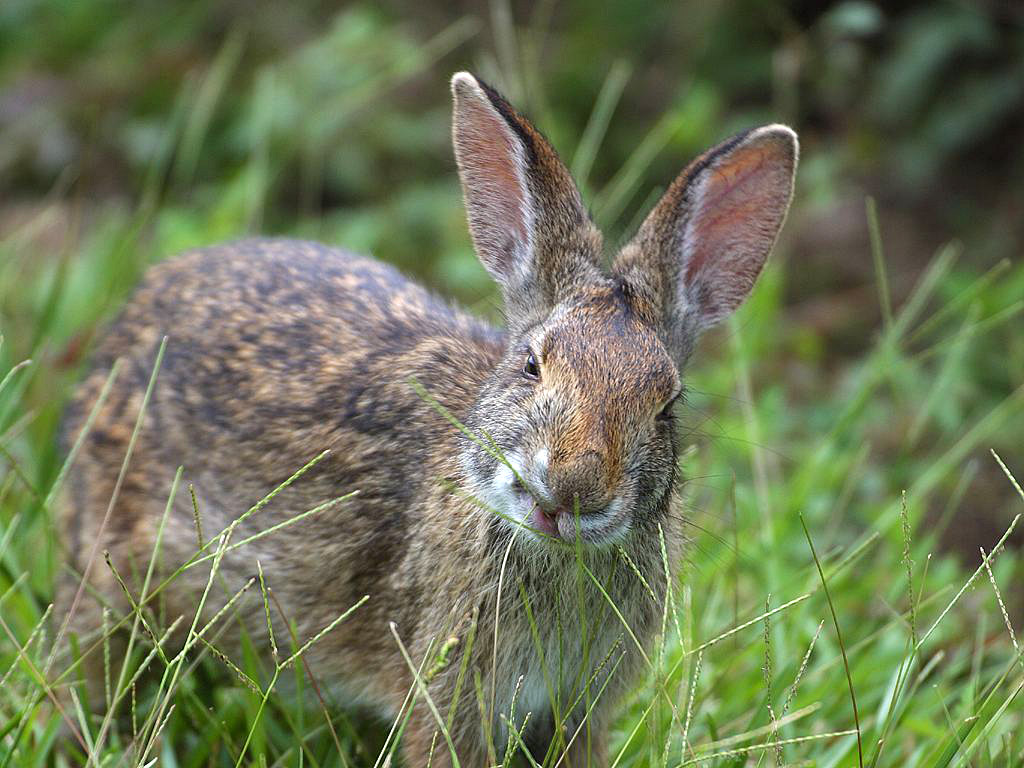
خرگوش دم‌پنبه‌ای

تورات، خرگوشها را در دسته حیوانات ناپاک قرار داده‌است چرا که آن‌ها سم ندارند، هرچند نشخوار می‌کنند. مسئله دیگری که عدم مصرف گوشت خرگوش را تقویت می‌کند قحطی خرگوشی است. عارضه‌ای که نوعی سو تغذیه است و حاصل مصرف گوشت، خصوصاً گوشت خرگوش، به عنوان تنها ماده غذایی و عدم مصرف سایر منابع غذایی می‌باشد. 
- یهودیت: خوردن گوشت خرگوش در یهودیت بر طبق تورات، بخش سفر تثنیه و لاویان، حرام اعلام شده‌است.[۲۵] تورات برای حیواناتی که روی چهار پا راه می‌روند، دو معیار قرار می‌دهد: ۱-نشخوار کردن ۲-داشتن سُم شکافته. خرگوش سم ندارد، پس حلال نیست.
- مسیحیت: بین مسیحیان ۲ دیدگاه وجود دارد:

1. گوشت هیچ حیوانی نجس نیست، هرچند ممکن است برای سلامتی مفید نباشد که در آن صورت از خوردن آن پرهیز می‌شود. طرفداران این دیدگاه به بخش‌هایی از کتاب‌های عهدجدید اشاره می‌کنند، از جمله انجیل مرقس.[۷] در نتیجه گوشت حرگوش حرام نیست، هرچند ممکن است برای سلامتی مفید نباشد.
2. انجیل دقیقاً قوانین تورات را تأیید می‌کند، بنابراین گوشت‌هایی که از نظر تورات حرام هستند در مسیحیت هم حرام هستند. این دیدگاه به کتاب‌های عهدجدید، از جمله انجیل متی[۸] و اینکه در انجیل مرقس، روایت مذکور در باب ۷، در مورد شست‌وشوی دست‌ها قبل از خوردن غذاست (که یکی از آداب و رسوم یهودیِ خارج از تورات است)، نه در مورد گوشت حیوانات[۹] (همان‌طور که در انجیل متی هم در باب ۱۵، آیهٔ ۲۰ آمده‌است) اشاره می‌کند. پس افرادی که دیدگاه دوم را از انجیل برداشت می‌کنند، گوشت حیواناتی که تورات آن‌ها را ممنوع کرده، حرام می‌دانند و از خوردن آن‌ها پرهیز می‌کنند. در نتیجه حرگوش حرام است، زیرا طبق نظر انجیل حکم تورات در مورد حرام بودن گوشت خرگوش همچنان برقرار است.

- اسلام: گوشت خرگوش نزد اهل سنت حلال است و غذاهای سنتی در مصر به‌شمار می‌آید. با این حال شیعیان دوازده امامی مصرف خرگوش را حرام می‌دانند.[۹۴]

### موش
در بیشتر فرهنگ‌های غربی، موش‌ها جانورانی موذی و ناپاک تلقی می‌شوند و از همین رو مناسب مصرف خوراکی نمی‌باشند. آن‌ها به صورت سنتی ناقل بیماری طاعون شناخته می‌شوند. با این وجود موش‌ها معمولاً در مناطق روستایی تایلند، ویتنام و سایر مناطق هندوچین مصرف می‌شوند. موش‌های بزرگ و کوچک منبعی غنی از پروتئین در آفریقا هستند. موش‌های بامبو هم در مناطق فقیر جنوب شرق آسیا مصرف می‌شوند.
در غنا موجودی مورد مصرف است که هیچ ربطی به موش ندارد ولی به اشتباه موش خوانده می‌شود در حالی که گونه آن نزدیک به تشی است. در سال ۲۰۰۳ در پی بروز نه مورد آبله میمونی، بیماری که پیش از آن در نیم‌کره غربی سابقه نداشت، ایالات متحده واردات آن و سایر جوندگان از آفریقا را ممنوع کرد.
به‌طور تاریخی، موش‌ها در غرب به هنگام گرسنگی خورده شده‌اند که برای مثال می‌توان به زمان محاصره وینسبرگ (در می‌سی‌سی‌پی) و محاصره پاریس اشاره کرد. موش‌ها همچنین در رم باستان برای مصرف غذا پرورش داده می‌شده‌اند. در برخی کشورهای آسیایی موش‌هایی به نام ول خورده می‌شوند. در ژیروند فرانسه، موش‌ها در شراب‌فروشی‌ها نگهداری شده و با آتش حاصل از چوب بشکه‌های شراب پخته و عرضه می‌شوند. در بعضی کشورها موش‌ماهی (که ربطی به موش ندارد) برای گوشت و همچنین پوستش شکار می‌شود (مثلاً در فلاندرز).
تماس بدنی و مصرف گوشت موش خطر ابتلا به تب کانیکولا را افزایش می‌دهد. مطابق مقررات داخلی اس.آ.اس انگلستان، تنها گوشتی که مصرف آن ممنوع است گوشت موش می‌باشد.
در اسلام هم خوردن موش حرام است.

### حلزون
حلزون خاکی هزاران سال (از دوره پلیستوسن) است که خورده می‌شود. این موجودات به وفور در محل زندگی کاپسی‌ها در شمال آفریقا و نیز در حوزه مدیترانه از ۶۰۰۰ تا ۱۲۰۰۰ سال قبل حضور داشته‌اند. حلزون همچنین در چین و بسیاری کشورهای آسیایی و همچنین فرانسه، ایتالیا، یونان و سایر کشورهای مدیترانه‌ای، غذایی خوشمزه به حساب می‌آید. با این وجود، خوردن حلزون در انگلستان، ایرلند و ایالات متحده عملی نفرت‌انگیز است. انگلیسی‌زبانان کلمه اسکارگو، معادل فرانسوی حلزون، را (در زمانی که منظور استفاده خوراکی است) به جای کلمه حلزون به کار می‌برند.
حلزون‌های آبی (اعم از آب شور و شیرین) نیز در بخش‌های زیادی از جهان مصرف می‌شوند که البته نزد شیعیان حرام هستند.

### صیفی‌جات
برخی فرقه‌های دین جین، هندو و بودایی صیفی‌جاتی از رده پیازیان تابو هستند. بسیاری از هندوها خوردن سیر و پیاز را همراه با غذاهای غیر گیاهی در ماه‌های مقدس هندوها نهی می‌کنند. با این حال نهی سیر و پیاز به شدت نهی غذاهای غیر گیاهی در میان هندوها رایج نیست.
دین جین نه تنها گوشت، بلکه ریشه گیاهان (از قبیل هویج، سیب‌زمینی، تربچه و شلغم) را نیز برای خوردن حرام کرده‌است چرا که کندن ریشه گیاه را می‌خشکاند و این کار بی‌احترامی به موجود زنده است.
آشپزی بودایی چینی به‌طور سنتی استفاده از سیر، موسیر و آنغوزه را ممنوع کرده‌است چرا که مردمان کشمیری برهمایی، غذاهای با بوی شدید را همانند سیر و پیاز و فلفل را مجاز نمی‌دانند و معتقدند غذاهای پرادویه احساسات پست را در انسان فعال می‌کنند.
یزیدیان خوردن کاهو و لوبیای روغنی را تابو می‌دارند. فلاح حسن جمعه، تاریخ‌نگار مسلمان، شرح می‌دهد که در جریان درگیری‌های مذهبی قرن سیزدهم میلادی، حاکم یزیدی موصل اعدام شد و پس از آن جمعیت به سوی جسد او کله کاهو پرتاب نمودند.
پیروان مکتب فیثاغوری گیاهخوار بودند و زمانی کلمه «فیثاغورثی» به معنای گیاه‌خوار بود. با این حال فیثاغوری‌ها خوردن حبوبات را هم غیرمجاز می‌دانستند. دلیل این امر نامعلوم است: شاید باد شکم علت آن باشد و شاید پیشگیری از فاویسم. اما محتمل‌ترین علت دلایل فراطبیعی (جادویی) بوده‌است.
صیفی‌جاتی همانند کلم بروکلی گر چه در یهودیت تابو نیست ولی به دلیل امکان پنهان ماندن حشرات در خلل و فرج آن ممکن است مورد مصرف قرار نگیرد. همچنین میوه‌هایی چون تمشک دارای چنین شرایطی شناخته شده و به دوری از آن‌ها توصیه شده‌است چرا که تمیز کردن آن‌ها بدون تخریب ساختارشان ناممکن است.
مولوخیا که استفاده از آن در آشپزی مصری معمول است، توسط حاکم بأمرالله که یکی از خلفای فاطمی بود، ممنوع شد. این ممنوعیت به‌طور خاص شامل مولوخیا و نیز شامل بسیاری دیگر از خوردنی‌هایی بود که گفته می‌شد خوراک سنی‌ها هستند. با وجود آنکه این محدودیت پس از سقوط آن حکومت لغو شد، دروزی‌ها همچنان معتقد به حرمت مصرف آن هستند.
شاید این یک تابوی محکم نباشد ولی آلمانی‌ها شلغم سوئدی را نمی‌خورند چون آن را فقط غذای دوران قحطی فرض می‌کنند. این مسئله در جریان قحطی سال ۱۹۱۶ پدید آمد. زمانی که آلمان درگیر جنگ جهانی اول بود و مردمان بدترین زمستان را پشت سر گذاشتند که غالباً چیزی جز شلغم سوئدی برای خوردن در دسترس نبود. این امر موجب دلزدگی از این محصول شد که تا به امروز میان آلمانی‌هایی که تجربه زندگی در آن زمان را دارند یا والدین‌شان در مورد این مصیبت برای آن‌ها صحبت کرده‌اند، وجود دارد. با این حال، این سنت امروز در حال کمرنگ شدن است و بسیار از دستورهای غذایی آلمانی امروزه متحول شده‌اند.

### نهنگ

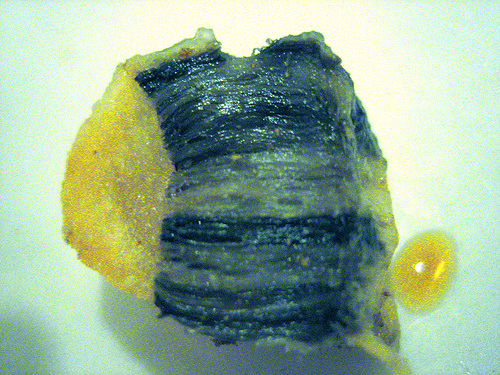
غذایی از گوشت نهنگ خام، سرشار از ویتامین ث و د

کمیسیون بین‌المللی صید نهنگ در در سال ۱۹۸۲ ضرب‌الاجلی در مورد صید تجاری نهنگ‌ها صادر کرد که در سال ۱۹۸۶ به صورت یک الزام قانونی درآمد. نروژ اما از سال ۱۹۹۳ دوباره صید نهنگ مینک را شروع کرد که هنوز هم، خصوصاً در سواحل غرب نروژ، گوشت محبوبی شمرده می‌شود. گوشت نهنگ که زمانی به دلیل قیمت کمتر جایگزینی برای گوشت گاو بود، امروزه یک خوراک خوشمزه و گران‌قیمت است. ایسلند هم صید نهنگ را در سال ۲۰۰۶ دوباره شروع کرد و ژاپن هم پژوهش‌های رسمی در این مورد انجام داده‌است که تحت نظر کمیسیون صید نهنگ بوده‌است. به موجب قطعنامه این کمیسیون، گوشت نهنگ‌هایی که در جریان پژوهش‌ها صید می‌شوند باید به‌طور کامل به مصرف برسند. بسیاری از مجامع علمی و محیط زیستی جهان، که صلح سبز سرشناس‌ترین‌شان است، معتقدند که کشتار نهنگ‌ها در هنگام انجام پژوهش غیرضروری است.
ایالات متحده در سال ۱۹۷۲ صید کلیه پستانداران دریایی را، با ذکر چند استثناء، در آب‌های ایالات متحده و نیز توسط شهروندان آمریکا در تمامی آب‌های آزاد و واردات این محصولات را ممنوع نموده‌است. با این حال در آمریکا و کانادا برخی گروه‌های بومی می‌توانند برای این صید مجوز دریافت کنند که علت آن مسائل فرهنگی عنوان شده‌است.
مسلمانان (اهل سنت) مصرف گوشت نهنگ را مجاز می‌دانند.

### نخستیان
مصرف گوشت انواع میمون و گوریل (نخستیان) در مناطق روستایی آفریقای سیاه کاملاً متداول است.
بونوبوها (شامپانزه‌های کوتوله) در مقیاس گسترده‌ای در کنگو شکار می‌شوند به گونه‌ای که امروزه در دسته گونه‌های در معرض خطر قرار گرفته‌اند. در برخی قسمت‌های این کشور نیز کله پاچه شامپانزه غذایی بسیار لذیذ به حساب می‌آید و برای میهمانان ویژه سرو می‌شود.
میمون، به ویژه مغز میمون، همچنین در شرق آسیا و خصوصاً در اندونزی خورده می‌شود. میمون‌ها عموماً در زیستگاه‌های حیات‌وحش در جنوب آفریقا و شرق آسیا، شکار یا گرفته می‌شوند. یکی از نظریه‌های اصلی در مورد پیدایش بیماری ایدز، انتقال آن از میمون به انسان در هنگام قصابی گوشت میمون است.

### گوشت انسان
در میان تمام گوشت‌هایی که خوردنشان تابو است، گوشت انسان دارای شدیدترین حرمت است. در دوران معاصر مواردی از خوردن گوشت انسان به دلایلی چون نقصان عقل، کینه‌توزی، گرسنگی شدید وجود داشته‌است ولی این کار امروزه در هیچ‌کجا یک سنت معمول نیست.ref>Tim D white; American, Scientific (2006-09-15). Once were Cannibals. Evolution: A Scientific American Reader. University of Chicago Press. ISBN 978-0-226-74269-4. Retrieved 2008-02-14.</ref> خوردن گوشت انسان در هندوئیسم ممنوع است.
مسیحیان کاتولیک و ارتودوکس تصوری از داخل شدن به آدم‌خواری ندارند (گوشت انسان حرام است) اما به صورت سمبلیک معتقدند در مراسم عشای ربانی نان و شراب قبل از خوردن تبدیل به بدن و خون مسیح می‌شود، چرا که در ظاهر آن‌ها همان نان و شراب باقی می‌مانند. کاتولیک‌ها این امر را تبدیل و تحول می‌خوانند. ارتودوکس‌ها هم به انجام آن عقیده دارند ولی در مورد نحوه انجام آن اظهار نظری نمی‌کنند. پروتستان‌ها به چنین تبدیلی اساساً عقیده ندارند. کتاب تورات عهد عتیق به بنی‌اسرائیل هشدار می‌دهد که اگر فرمان خداوند را اطاعت نکنند دچار چنان گرسنگی‌ای خواهند شد که حتی فرزندان خود را ممکن است بخورند. اسلام همنوع‌خواری را ممنوع کرده و برای نشان دادن زشتی گناه غیبت، آن‌ها را با آدم‌خواری همانند دانسته‌است.
در گذشته، برخی قبایل ساکن پاپوآ گینه‌نو در مورد خوردن گوشت مردگان مورد مطالعه قرار گرفتند چرا که موجب بیماری کورو در آن‌ها شده بود. این بیماری به وسیلهٔ پریونها منتقل می‌شود. در کتاب زندگی در چین، در شب حمله قوم مغول ۱۲۵۰–۱۲۷۶ به رستوران‌هایی اشاره می‌شود که در ارائه گوشت انسان تخصص داشته‌اند. مطابق متن این یک شرایط موقت و مربوط به قحطی نبوده‌است.
تعداد اندکی از مردمان به‌طور سنتی پس از تولد نوزاد اقدام به خوردن جفت می‌کنند، اما کسانی که از جفت‌خواری در انسان حمایت می‌کنند (عمدتاً در آمریکای مدرن، اروپا، مکزیک، هاوایی، چین و اقیانوسیه) بر این باورند که خوردن جفت از افسردگی پس‌زایمانی و سایر عوارض بعد از حاملگی جلوگیری می‌کند.

### جنین جانوران
کوتی‌پی یکی از غذاهای هندی-انگلیسی‌هاست که در آن جنین جانور، بره تودلی، طبخ می‌گردد. همچنین بلوت نام غذایی در جنوب شرق آسیاست که در آن تخم حاوی جوجه آب‌پز می‌شود. جوجه پس از ۲۱ روز از تخم خارج می‌شوند و برای تهیه این غذا تخم ۱۷ روزه مناسب است.
البته در عربستان سعودی جنین شتر غذایی پر طرفدار است.

## نوشیدنی‌های تابو

### الکل
- یهودیت: حلال است، اما زیاده نوشی و سرمستی نادرست دانسته شده.[۱۱۸][۱۱۹][۱۲۰]
- مسیحیت: حلال است، هرچند زیاده نوشی و سرمستی حرام است. در عهدجدید نوشیدن الکل در حد کم مجاز،[۱۲۱][۱۲۲] اما نوشیدن در حد سرمستی حرام و به دور از شان یک مسیحی است.[۱۲۳][۱۲۴][۱۲۵] همچنین الکل نوشیدن مردی با یک زن متأهل دیگر به شدت نهی شده.[۱۲۶]
- ادیان دیگر و فرقه‌های آنان: بسیاری ادیان شامل اسلام، بهائیت، دین بودا، دین هندو، دین جین، فرقه راستافاری و نیز برخی از شاخه‌های مسیحیت مانند متدیستها و هواداران روز آخر، روز هفتم، ایگلسیا نیکریستو مصرف نوشیدنی‌های الکلی را حرام دانسته‌اند. شاهدان یهوه هم، گرچه ممنوعیتی در این رابطه ندارند اما زیاده‌روی را جایز نمی‌دانند.[۱۲۷]

کتاب مقدس عبری می‌گوید نذیر (کسی که خود را وقف خدا کرده) برای ریاضت باید از مشروبات الکلی خصوصاً شراب و آبجو دوری می‌کند. با این حال هیچ تابوی عمومی در مورد الکل در یهودیت وجود ندارد. اما اسلام تمامی مست‌کننده‌ها را، حتی در مقدار بسیار اندک، ممنوع نموده‌است.
تابوهای فرهنگی نیز در مورد مصرف الکل وجود دارند که از جمله آن‌ها می‌توان به نهضت مخالفت با مصرف الکل در غرب اشاره کرد که بسیاری از شخصیت‌های شناخته شده بدان پیوسته‌اند و از مصرف هرگونه نوشیدنی الکلی خودداری می‌کنند.

### خون

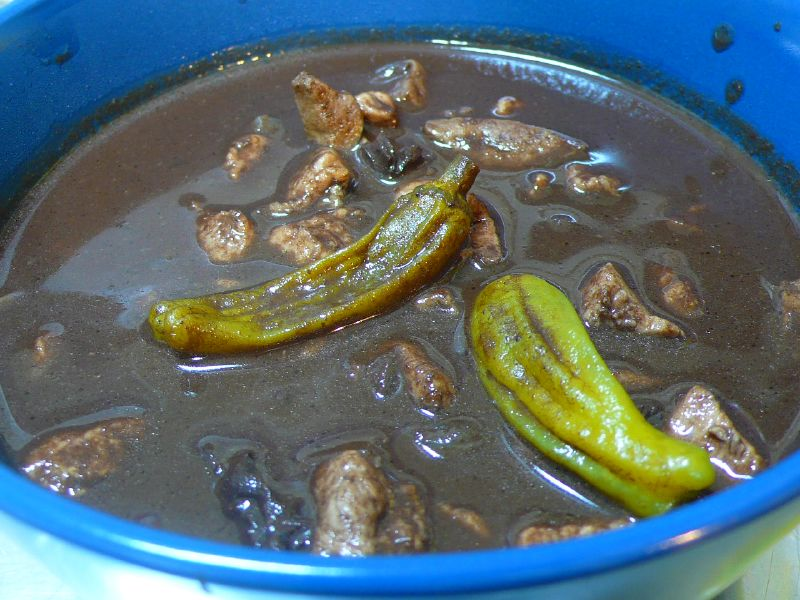
یک کاسه دینوگان

برخی، خوردن و آشامیدن خون و غذاهایی که از خون درست شده‌اند را، ممنوع کرده‌اند.
- یهودیت: یهودیت گوشت چهارپایان و پرندگان (و نه ماهی‌ها) نمک سود می‌شود تا خون آن به‌طور کامل خارج گردد. در تورات، بخش لاویان آمده‌است[۱۲۹] از آنجا که «زندگی حیوان در خون اوست»، کسی مجاز به خوردن خون نیست.
- مسیحیت: در قرن اول میلادی مسیحیان یهودی نژاد و مسیحیان غیر یهودی نژاد، بر سر اینکه کدامیک از قوانین (ظاهری و نه اخلاقی) درر تورات همچنان باید مورد تبعیت قرار گیرد، اختلاف داشتند. حواریون در آن زمان تصمیم گرفتند که حرمت مصرف خون همچنان پابرجا بماند:[۱۳۰]

... آن‌هایی را از امّت‌ها (ی غیر یهودی) که به خدا روی می‌آورند نباید مشوّش کرد و اما فقط برایشان بنویسیم که از آلودگی‌های بت‌ها، از زنا، از گوشت حیوانات خفه شده و از خون دوری کنند.— انجیل رسمی شاه‌جیمز
- اسلام: اسلام مصرف خون حرام است و حیوانات باید ذبح شرعی شوند تا خون کاملاً از بدن‌شان خارج گردد. این امر، بر خلاف سایر ادیان، به علت احترام و تقدس خون نیست، بلکه فقط بدین خاطر است خون در اسلام نجس و ناپاک است و هر چیز نجسی خوردن آن حرام است.

### چای و قهوه
نوشیدنی‌های گرم برای اعضای فرقه کلیسای عیسی مسیح قدیسان آخر زمان تابو است. البته واژه نوشیدنی گرم نباید موجب اشتباه شود چون آنان فقط چای و قهوه را حرام می‌دانند و با سایر نوشیدنی‌های گرم مانند
شیرکاکائو و چای سبز مشکلی ندارند. «گفتار خرد» کتاب رمز سلامتی اعضای این گروه است که تمامی حلال و حرام‌ها را شرح داده شده و گفته‌است این ممنوعیت تنها شامل قهوه است و سایر نوشیدنی‌های کافئین‌دار، مانند کولا، را شامل نمی‌شود. اعضای فرقه روز هفتم ظهور اما از کافئین به‌طور کلی دوری می‌کنند.
برخی کاتولیک‌ها با اصرار به پاپ کلمنت هشتم از او خواستند قهوه را حرام اعلام کند اما وی نپذیرفت.

### شیر انسان
باوجود آنکه همه استفاده از شیر انسان را جهت مصرف نوزاد می‌پذیرند ولی در بسیاری فرهنگ‌ها خوردن این شیر برای بزرگسالان تابو حساب می‌شود.

## نمک
در حالی که در کشورهای غربی مصرف نمک را به دلیل حفظ سلامتی کاهش می‌دهند، در روش آشپزی ایتا که در اصل متعلق به جامائیکا است، به دلایل مذهبی از مصرف نمک در غذاها خودداری می‌شود.

## غذاهای با دستکاری ژنتیکی
برخورد با غذاهایی که دستکاری ژنتیکی شده‌اند شامل مواردی چون سویا، ذرت و کلزا در آمریکا و کانادا متفاوت است و بین تابو و قابل قبول است. اما کشورهای اروپایی نیز که مردمان آن به خوردن فراورده‌های طبیعی اهمیت می‌دهند، چنین محصولاتی را تابو می‌دانند. بنابر یک تحقیق در سال ۲۰۰۳، تنها دو درصد انگلیسی‌ها از مصرف چنین محصولاتی خوشحال می‌شوند و بیش از نیمی از آن‌ها معتقدند چنین محصولاتی نباید برای فروش به عموم وجود داشته باشند.
طبق قانون اروپا، تمام محصولاتی که بیش از نیم درصد از چنین موادی دارند باید به‌طور واضح برچسب بخورند و بسیاری فروشگاه‌ها با افتخار اعلام می‌کنند که چنین محصولاتی را عرضه نمی‌کنند.